# Французский франк
Францу́зский франк (фр. franc français, МФА (фр.): [fʁɑ̃ fʁɑ̃.sɛ]) — в XIV—XVII веках золотая монета, с 7 апреля 1795 года по 17 февраля 2002 года основная денежная единица Франции.
Введённый вместе с франком десятичный принцип денежного счёта (1 франк = 10 десимов = 100 сантимов) подтолкнул к переходу на него и другие страны Европы. Содержание золота и серебра, установленное в 1803 году для франка жерминаль (1:15,5), стало базовым соотношением этих двух металлов в Латинском валютном союзе, который был создан в 1865 году и до 1914 года являлся крупнейшим валютным союзом Европы. Многие не входившие в союз страны использовали стандарт золотого содержания франка при реформировании собственных денежных систем, в частности, Российская империя при проведении денежной реформы 1895—1897 годов.
С 1939 года начала формироваться зона франка — валютный союз, в который в настоящее время входят 17 государств и 12 заморских владений Франции. Курсы валют зоны франка были привязаны к франку, а с 2002 года — к евро. С 1974 по 1998 год франк входил в корзину сначала из шестнадцати, а затем пяти валют, на основании которых Международный валютный фонд рассчитывал курс специальных прав заимствования (СДР). К началу перехода на евро франк составлял 1,6 % в структуре мировых золотовалютных резервов, уступая в качестве мировой резервной валюты лишь доллару США, немецкой марке, иене и фунту стерлингов.

## Счётный ливр
До введения франка в 1795 году основной денежной единицей Франции был ливр, а точнее две его разновидности: парижский ливр и турский ливр (стоимость первого была выше второго). Парижский ливр был основной денежной единицей Франции с IX по XIII век, когда его место занял ливр турский, но сохранил своё значение на севере Франции до XVII века. Турский ливр в качестве счётной денежной единицы использовался до XIX века.
Ливр делился на 20 солей (с XVIII века название трансформировалось в су), или 240 денье (то есть 1 соль = 12 денье). Кроме того, выпускались монеты, называвшиеся луидор (20 ливров), экю (5 ливров) и лиард (1⁄80 ливра, или 3 денье). После введения франка они оставались в обращении и формально были демонетизированы лишь в 1834 году (луидор — в 1803-м).

### Луидор

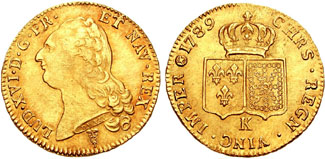
Двойной луидор Людовика XVI, 1789 год

Луидо́р (фр. louis d'or — золотой луи) — французская золотая монета XVII—XVIII веков. Впервые выпущена в 1640 году во времена Людовика XIII как подражание испанскому дублону, получившему во Франции название «пистоль». В течение долгого времени названия «луидор» и «пистоль» были синонимами. Луидор чеканился из золота 917-й пробы, вес монеты составлял 6,751 г, диаметр — 26 мм. Выпускались также монеты в пол-луидора, 2, 4, 8 и 10 луидоров. В начале XVIII века вес луидора был несколько увеличен — до 8,158 г. Впоследствии вес и диаметр монеты неоднократно менялись: так, самый крупный луидор весил 9,79 г. Существует большое количество разнообразных по оформлению луидоров. Луидор чеканили до Великой Французской революции и перехода на десятичную систему: в 1795 году основной денежной единицей стал франк. Франция продолжала выпускать золотые монеты со стопой луидора до 1803 года (золотая 20-франковая монета), когда взамен стали чеканить золотой наполеондор.

### Экю

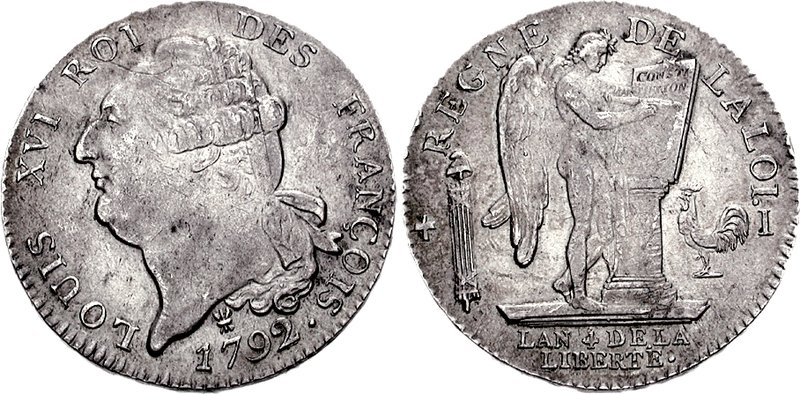
Экю Людовика XVI, 1792 год

Экю́ (фр. écu через старофр. escu от лат. scutum — экю, щит) — название средневековых золотых и серебряных монет Франции. Своё название получили по изображению щита экю. Монеты с похожим внешним видом в Испании и Португалии получили название эскудо, в Италии — скудо, что в переводе с испанского, португальского и итальянского также означает «щит».
Существует большое разнообразие монет экю.
В начале XVIII века был выпущен новый тип экю (с тремя коронами), который весил 30,6 г (диаметр монеты — 41 мм). Кратные экю включали пол-экю, 1/4 экю, 1/10 экю и 1/20 экю.
Позже вес и типы экю постоянно менялись.
После принятия Конституции в 1791 году экю стали выпускать с легендой на французском языке, с датой «от обретения свободы». В 1795 году во Франции была введена десятичная система на основе франка. Старые экю находились в обращении до 1834 года; после этого название «экю» сохранилось за 5-франковой монетой.

### Соль, су

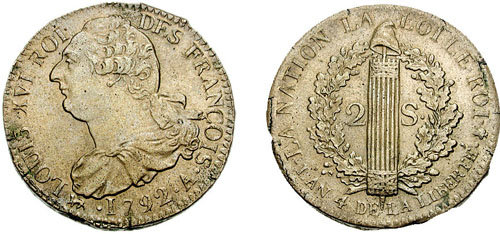
Два соля Людовика XVI, 1792 год

Су (фр. sou) — старинное простонародное обозначение французской монеты соль (= 12 денье), позже 5 сантимов. Поначалу чеканилась из серебра, впоследствии из биллона и меди. Сегодня слово «су» также употребляется в значении «мелочь». Денежная единица Французского Королевства во второй половине XIII века—XVIII веке. Монета составляла 1/20 ливра (фунта) или 12 денье. В связи с переходом Франции на десятичную денежную систему в 1795 году была заменена на монету в 5 сантимов, равной 1/20 франка. Впрочем, до самого перехода Франции на евро в народе 5 сантимов нередко называли «су».

### Лиард

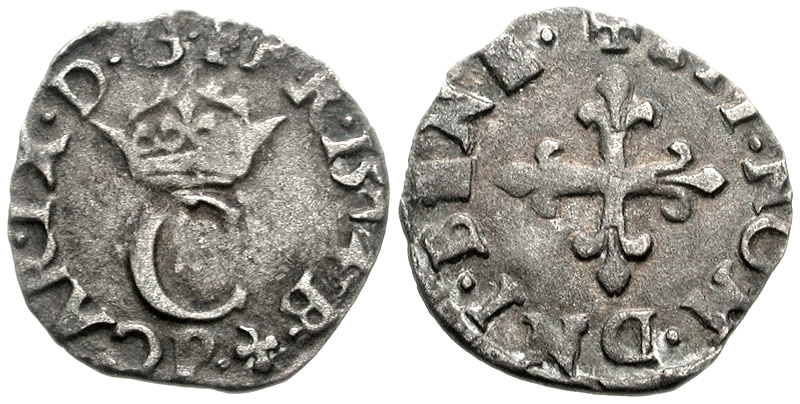
Лиард Карла IX, 1560—1574 годы

Лиард (фр. liard) — французская монета XIV—XVIII веков. Первоначально это была мелкая монета Дофине (историческая область, присоединённая к Франции в 1342 году), равная 3 дофинским денье. Монету чеканили из низкопробного серебра (биллона). На аверсе обычно изображался дельфин. При Людовике XI (1461—1483) лиард стал общефранцузской монетой, равной 3 денье турнуа. Вес монеты составлял 1,2 г, проба серебра — 250-я. Лиард регулярно чеканили до конца XVIII века, однако качество и вес монеты постоянно снижались. В середине XVI века лиард весил уже 1,06 г, а проба серебра снизилась до 188-й, при Генрихе III (1574—1589) вес почти не изменился (около 1 г), но проба уменьшилась до 125-й. В 1648 году был выпущен первый медный лиард весом 3,8—4 г. На одних монетах чеканили номинал 3 денье («3d»), на других — «Liard de France». Со времён Людовика XV (1715—1774) лиард весил уже 3 г, при этом стал самой мелкой разменной монетой Франции. Монету чеканили вплоть до введения новой монетной системы 1 франк = 100 сантимов.

## Золотой франк

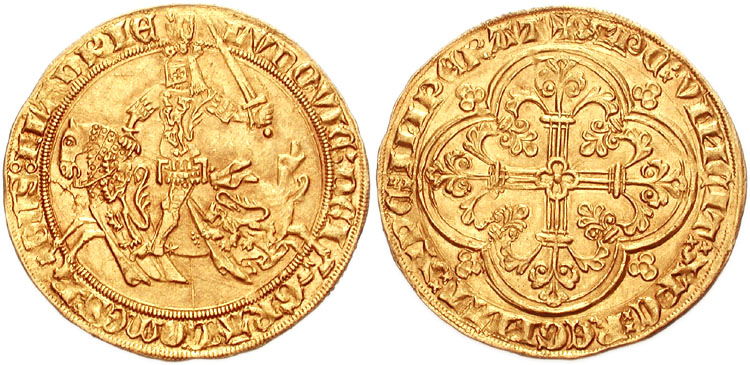
«Конный франк» 1360 года

Помимо перечисленных выше несколько раз были выпущены золотые монеты, номинированные во франках. Первый франк был отчеканен в 1360 году по случаю освобождения короля Иоанна Доброго, находившегося четыре года в плену у англичан после битвы при Пуатье (1356). Это был так называемый «конный франк» (фр. Franc à cheval) — монета с изображением на аверсе конного короля с мечом. Франк из высокопробного золота весом 3,885 г был приравнен к одному турскому ливру (фр. livre tournois) = 20 солей турских = 240 денье. Существуют разные мнения по поводу возникновения названия денежной единицы «франк»: по одной версии, название происходит от лат. francorum rex — легенды на монете; по другой версии, название произошло от фр. franc, что переводится как «вольный», «свободный» или «настоящий», «подлинный», «искренний». При Карле V (1365—1380) одновременно с выпуском «конного франка» начали чеканить золотую монету «пеший франк» (по изображению на аверсе стоящего короля) (фр. Franc à pied). Она весила несколько меньше «конного франка» (3,824 г). Выпуск золотого франка продолжался до царствования Людовика XI (1461—1483), когда он был вытеснен золотым экю.
В 1575 году был выпущен первый серебряный франк весом 14,188 г. По-прежнему франк приравнивался к 1 ливру = 20 солей = 240 денье, то есть служил денежно-счётной единицей. Вследствие порчи монет в 1586 году выпуск франка был прекращён, однако чеканка серебряных монет номиналами полфранка и 1/4 франка продолжалась до 1642 года. Франки выпускали из серебра 833-й пробы (в отличие от экю, которые чеканили из серебра 917-й пробы). В середине XVII века, в царствование Людовика XIII, серебряный франк был окончательно вытеснен серебряным экю.

## Экономика Франции перед введением франка

### Реформы Тюрго
Генерал-контролёр финансов Анн Робер Жак Тюрго провёл почтовую реформу и уменьшил дефицит бюджета страны. Либерализация хлебной торговли привела к его отставке. Принятый 13 сентября 1774 года Королевский эдикт установил свободную торговлю зерном. Эдикт вышел в неурожайный год, из-за дороговизны хлеба весной 1775 года во Франции начались погромы рынков и хлебных лавок, народ силой устанавливал на хлеб «справедливые» цены. Это привело к отставке Тюрго.
Договор о свободной торговле 1786 года, заключённый королём Людовиком XVI с Англией, лишил работы многих французских ремесленников, неурожай 1788 года и суровая зима 1788—1789 годов привели к социальному напряжению. Цены на зерно в 1789 году достигли максимальной отметки. В стране возникла революционная ситуация. Это была одна из причин, которые привели страну к Великой французской революции.

### Революционные реформы

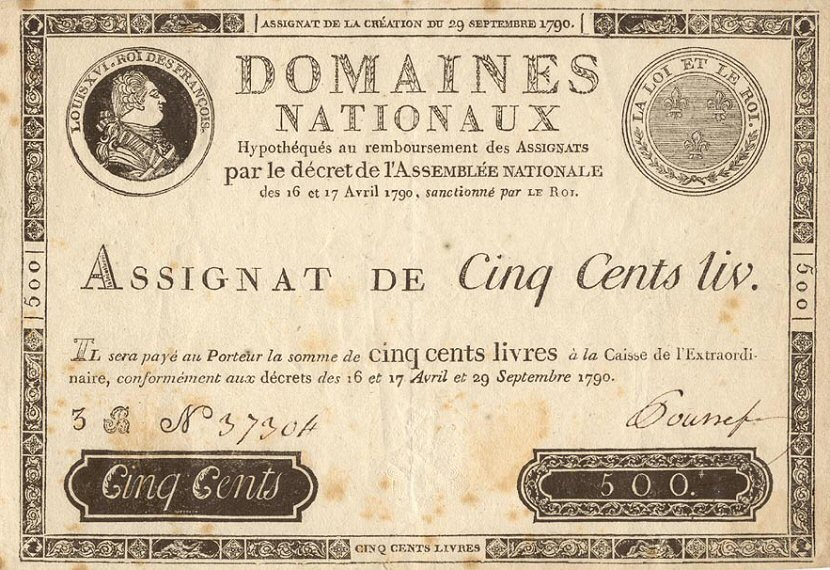
Ассигнат 500 ливров 1790 года

Великая французская революция привела к необходимым реформам, ведущим к рыночной экономике.
Через месяц после взятия Бастилии была разрешена свободная торговля хлебом; спустя два месяца Учредительное собрание выпустило декрет, который узаконил денежные ссуды. В 1791 году отменили цеховой строй. Были устранены все правила регулирования сельскохозяйственного производства и торговли продуктами; крестьяне получили полную свободу на своих землях. В 1792 году Законодательное собрание ввело отмену круговой поруки в платежах, а в 1793 году якобинцы полностью отменили все феодальные повинности.
Свобода торговли просуществовала лишь три года, после чего во Франции снова были установлены административные ограничения. Народ требовал установления защищённого законом максимума цен. Вследствие недостатка денежных средств государство было вынуждено проводить экспроприации среди богатых. В мае 1793 года было принято решение о принудительном займе в 12 млн ливров у обеспеченных граждан. Конвент, в свою очередь, утвердил заём в размере 1 млрд ливров. В 1790 году были выпущены ассигнаты — бумажные деньги, которые заменили монеты из драгоценных металлов. Всё увеличивавшиеся расходы заставляли правительство массово печатать деньги. К примеру, в декабре 1792 года поступления в казну составили 39 млн ливров, в то время как одни военные расходы — 228 млн ливров. Банкнот выпускалось всё больше, вследствие чего падал их курс. В январе 1791 года стоимость ассигнатов относительно золота составляла 91 % от номинала, в январе 1792-го — 72 %, в январе 1793-го — 51 %, в январе 1794-го — 40 %, в январе 1795-го — 18 %, 2 июля 1795-го — 2,97 %, 3 ноября 1795-го — 0,87 % и 22 февраля 1796 года — 0,29 %. В 1791 году ежемесячно печатали около 66 млн ливров, начиная с конца 1792 года — около 444 млн ливров, а в 1795 году ежемесячный выпуск составил 940 млн. К 1796 году во Франции у частных лиц оказалось около 30—37 млрд ливров ассигнатов. Страна была банкротом. Иногда доходило до абсурда. Правительство печатало банкноты только крупного достоинства, что приводило к нехватке мелких денежных знаков. Эти купюры стали изготавливать муниципалитеты и даже частные лица. В итоге на большинство государственных обязательств был объявлен дефолт. Франция была вынуждена вновь возвратиться к использованию в качестве денег монет из благородных металлов.

## Десятичный франк и франк жерминаль
В результате того, что ливр обесценился, французы были вынуждены перейти на новую валюту. Франк сменил обесценившуюся денежную единицу в качестве основного расчётного средства. Новым законом от 18 жерминаля III года Республики (7 апреля 1795 года) прежняя денежная система, основанная на ливре (1 луидор = 4 экю = 20 счётных ливров = 400 су = 4800 денье), была заменена десятичной системой: 1 франк = 10 десимов = 100 сантимов. Законом от 28 термидора (15 августа) франк был официально введён в обращение. Монета достоинством 1 франк выпускалась весом около 5 г (содержание серебра 4,5 г). Первоначально чеканили монеты номиналом 1, 5, 10, 20, 25 и 50 сантимов, 1, 2 и 5 франков. Кроме того, выпускались золотые монеты достоинством в 100, 50, 40, 20, 10 и 5 франков.
Франция стала второй в Западной Европе (третьей после России в Европе, четвёртой после России и США в мире) страной, где был введён десятичный принцип денежного счёта (первой была в 1794 году Женевская республика, которая ввела женевуаз = 10 десимов). Используя французский опыт, в рамках Латинского монетного союза европейские страны стали вводить десятичный принцип.

5 франков с портретами
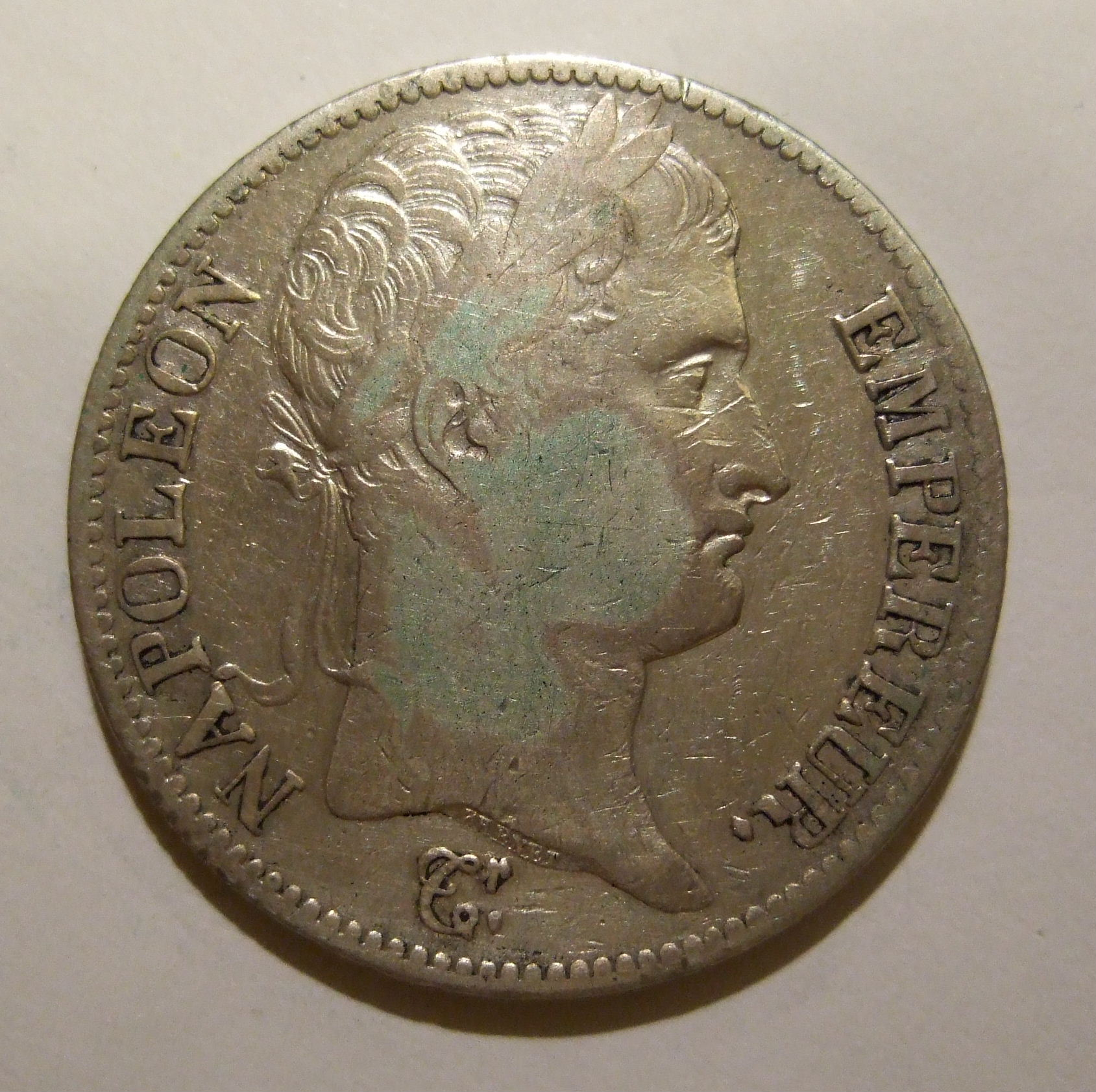
Наполеона I
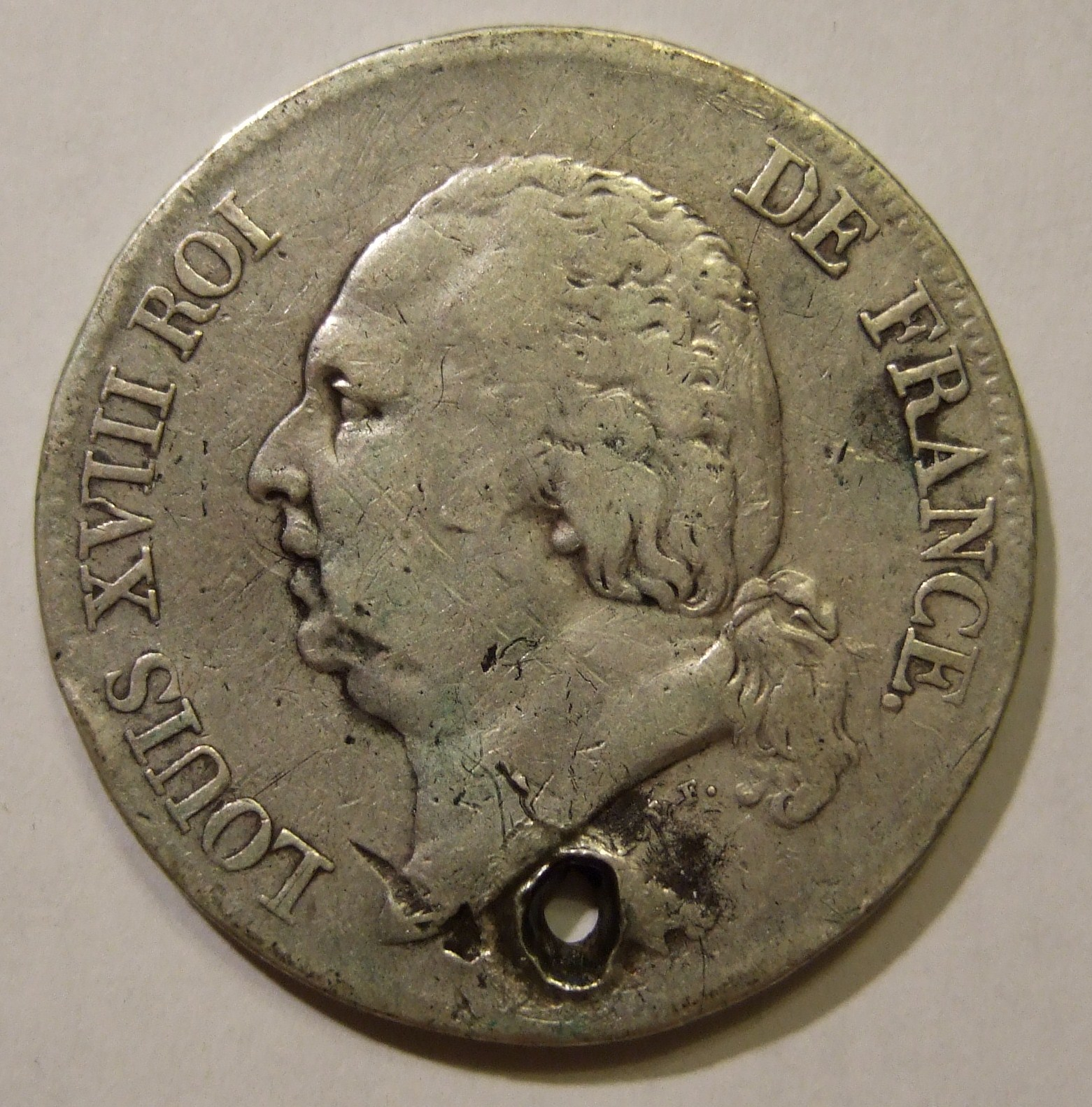
Людовика XVIII
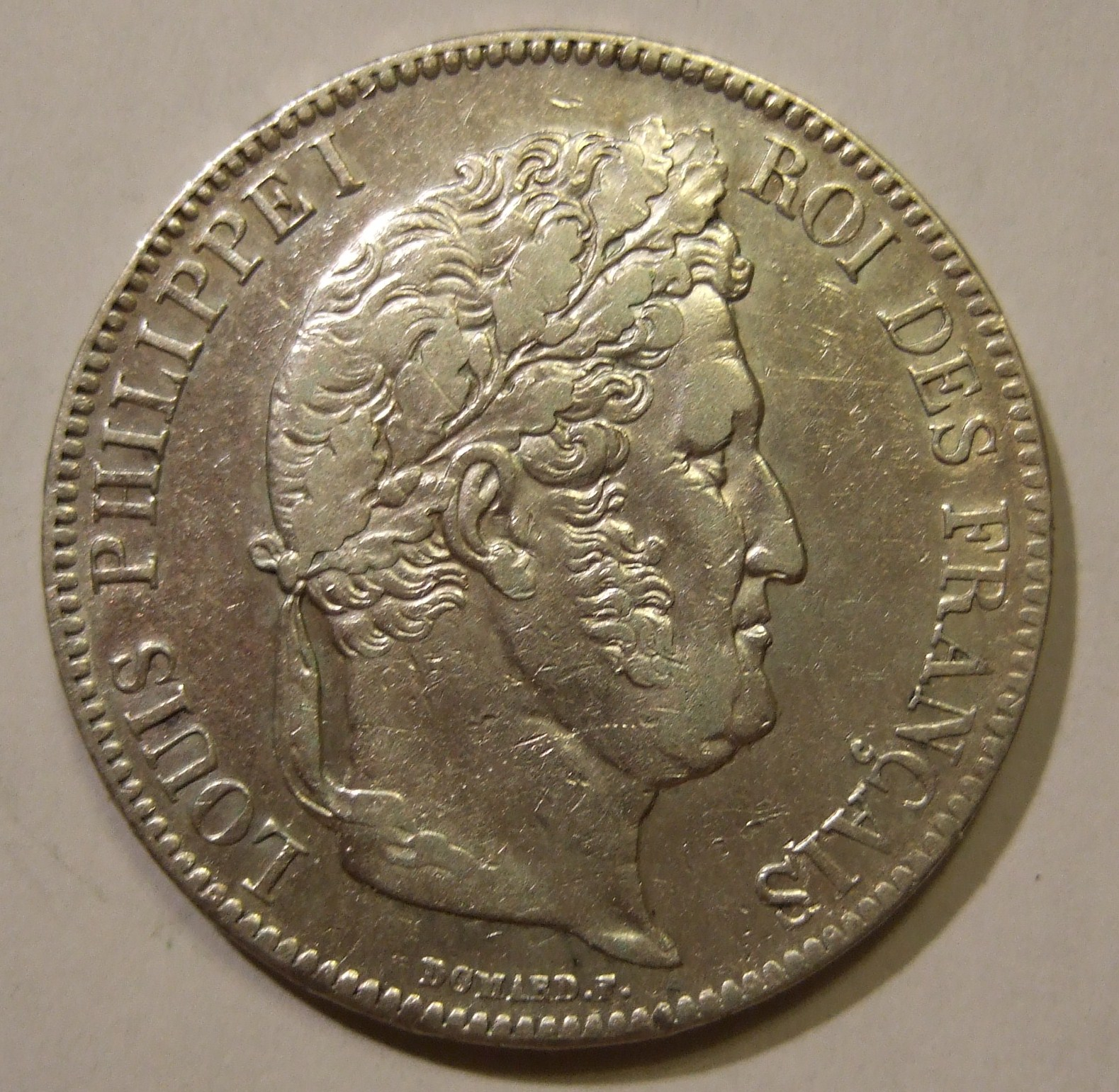
Луи Филиппа
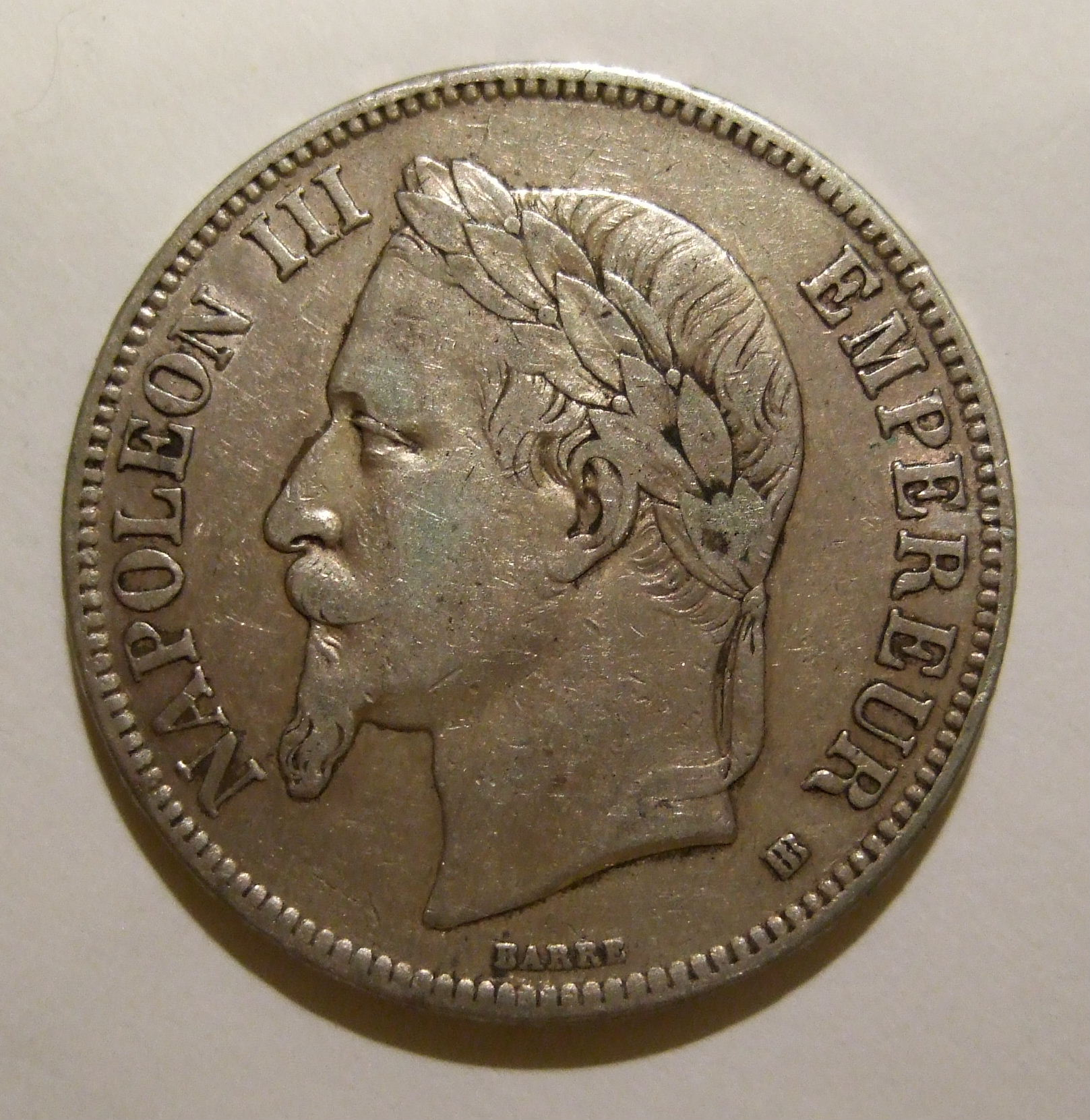
Наполеона III

### Экономика 1795—1870 годов
К концу существования республики экономическая ситуация оставалась сложной. Министр финансов Директории Робер Ленде писал, что «деньги ему доводилось видеть только во сне». Стоявшая во главе страны Директория увязла в коррупции. Это вызывало неприкрытую ненависть в простом народе. Все, кто занимал какие-либо государственные должности, старались нажиться на экономической ситуации в стране. Сложился режим, который не устраивал большинство населения Франции.
Наполеон Бонапарт, став Первым консулом Французской республики, установил твёрдую власть и смог решить экономические проблемы страны. Он писал: «Я взял себе меньше власти, чем мне предлагали». Государственные бумаги начали повышаться в цене, что продемонстрировало доверие буржуазии к новой власти. Экономика времён правления Наполеона динамично развивалась. Свидетельством хозяйственных успехов Франции в наполеоновскую эпоху может служить, например, тот факт, что в четыре раза увеличилось изготовление хлопчатобумажных тканей. Наполеоновский министр финансов Мартен Годен в своих мемуарах писал: «20 брюмера VIII года финансов фактически не существовало во Франции». Через неделю после прихода Наполеона к власти были вскрыты государственные сейфы, в них оказалось всего 60 000 ливров (167 тыс. франков) — этой суммы не хватило даже для покрытия почтовых расходов на оповещение населения Франции о смене правительства. Государственный долг страны составлял 474 млн франков. Во время консульства Наполеона (1799—1804) ежегодные налоговые поступления составляли около 660 млн франков в год. Эта сумма на 185 млн превысила налоги, собранные в дореволюционном 1788 году. В результате роста доходов уже в 1801 году дефицит бюджета стал минимальным, а государственный долг уменьшился до 80 млн франков. Были учреждены косвенные налоги, которые собирались с продажи вина, игральных карт и дорожных экипажей; позже, в 1806-м году, учреждён налог на соль, а уже в 1811-м — на табак. Кроме того, казну пополняли контрибуции, полученные в результате Наполеоновских войн. К примеру, после победы в Первой Австрийской кампании по Пресбургскому миру Франция получила контрибуцию в сумме 40 млн флоринов. В то же время расходы бюджета составляли в 1806 году 700 млн франков, а в 1812-м — более чем 1 млрд франков. На армию в 1807 году тратилось 60 %, а в 1813 году — уже 80 % бюджета страны. Континентальная блокада и рост цен привели к экономическому кризису 1810—1811 годов.
В царствование Людовика XVIII экономика Франции была гораздо менее конкурентоспособной, чем английская. Пришедшие к власти Бурбоны постарались сделать всё, чтобы защитить национальный рынок от английского импорта. Были увеличены импортные пошлины на железную руду с 50 % в 1814 году до 120 % в 1822-м. Тарифный закон 1826 года увеличил пошлины на сталь, шерсть, канаты и другие товары в два, три и четыре раза. В то же время пошлины на оборудование составляли всего 15 %. Развитие машиностроения было необходимо Франции для промышленной революции. В то же время данная отрасль была неконкурентоспособной, так как для её развития приходилось использовать дорогое и некачественное отечественное сырьё.
Мирное развитие Франции после Реставрации позволило увеличить выпуск продукции. Например, в Лионе, который являлся центром текстильной промышленности, количество станков в период с 1819 по 1825 год возросло почти в четыре раза. С 1818 по 1828 год в два раза увеличилась выплавка чугуна. К началу 1840-х годов произошёл промышленный переворот. Постепенно снижались цены на материалы и оборудование. С 1837 года началось железнодорожное строительство. Реальный экономический рост составлял около 2—3 % в год. Однако цены на продовольствие оставались на прежнем уровне. Коррупция и увеличение государственных расходов привели к экономическому кризису и падению Июльской монархии.
В эпоху Наполеона III во Франции были введены системы пенсионного и медицинского страхования. Все железные дороги перешли в частные руки и были поделены между шестью крупными компаниями. Это время ознаменовалось расцветом частных банков, которые вкладывали деньги в экономику. Увеличение расходов на армию привело к росту государственного долга. На военные расходы и обслуживание государственного долга уходила значительная часть бюджета страны. Наполеон III повторил ошибки Наполеона I, падение его режима было предрешено.

### Монеты и банкноты 1795—1870 годов

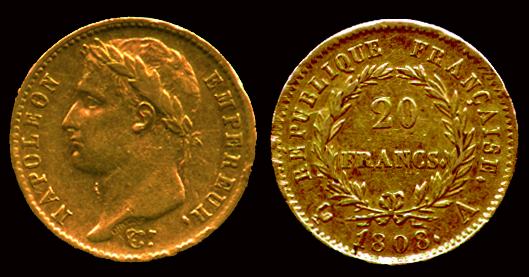
Наполеондор, 1808 год

В 1803 году во Франции был установлен стандарт золотого содержания франка (так называемый «франк жерминаль») — 0,2903 г, который впоследствии получил широкое распространение в Европе. Тогда же вместо луидоров был начал выпуск золотых наполеондоров.
Первый выпуск бумажных денег, номинированных во франках, был произведён ещё до утверждения франка в качестве основной денежной единицы. На основании декрета Национального конвента от 13 нивоза III года (2 января 1795 года) были выпущены ассигнаты в 100, 750, 1000, 2000 и 10000 франков.
Учреждённый 18 января 1800 года Банк Франции первоначально имел право функционировать только в Париже. 14 февраля 1803 года банк получил монопольное право эмиссии банкнот в Париже на 15 лет. В 1806 году это право было подтверждено и до 1945 года возобновлялось четырежды. Постепенно охватив города, где находились «учётные отделения», оно — в результате поглощения эмиссионных банков департаментов — распространилось в 1848 году на всю территорию Франции.
До 1848 года банкноты Банка Франции имели «свободный курс», то есть могли не приниматься в качестве платёжного средства. Кроме того, объёмы эмиссии ничем не ограничивались, но банк должен был по первому требованию обменивать банкноты на монеты.
В 1848 году наступил финансовый кризис, повлёкший за собой введение «принудительного курса», который освобождал банк от обязанности обменивать на монеты предъявляемые ему банкноты. Одновременно предполагалась замена «свободного курса» «законным курсом», при котором частные лица и банки обязывались принимать банкноты в качестве платёжного средства. Для сбалансирования наличия денежной массы после введения «принудительного курса» эмиссия была ограничена. «Принудительный» и «законный» курсы отменены законом от 6 августа 1850 года, но потом вновь введены во время войны 1870—1871 годов. Затем «принудительный курс» несколько раз отменялся и вновь вводился, «законный курс» (обязанность принимать банкноты как средство платежа) после 1870 года не прекращал своего действия.

## Латинский монетный союз

### Экономика 1870—1914 годов

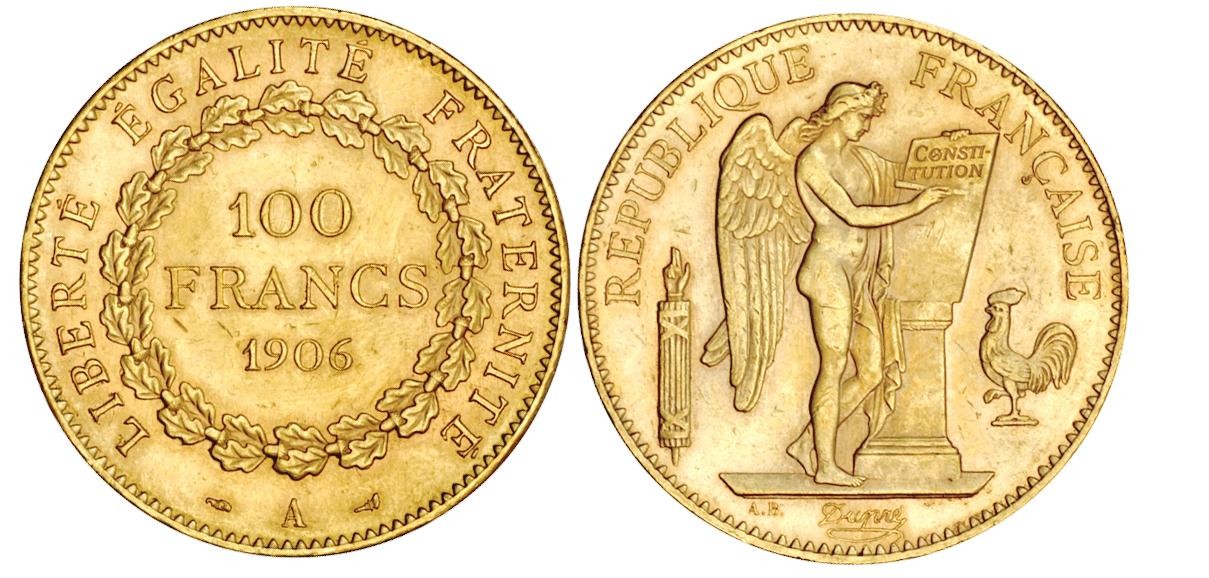
Золотая монета 100 франков 1906 года

Поражение во Франко-прусской войне нанесло огромный ущерб экономике страны. Он составил около 16 млрд франков, из которых 5 млрд были выплачены как контрибуция. Кроме того, сократились производство промышленной продукции, экспорт и импорт. Пострадали многие промышленно развитые департаменты страны. Наиболее развитой областью стала банковская сфера, французский капитал инвестировался в экономику многих стран.
Больше трети французских рабочих было занято в текстильной промышленности. В стране значительную часть занимало сельское хозяйство. В 1906 году в департаменте Па-де-Кале добывалось 90 % угля в стране. В начале XX века около Парижа построено шесть автомобильных заводов. Например, фирма Шнейдера владела крупнейшими в Европе военными заводами, рудниками, сталеплавильными заводами и другими предприятиями в разных районах Франции. Экономика пребывала в застое из-за нехватки денежных средств, вывозимых из страны. В стране существовал 11-часовой рабочий день. Французская экономика находилась в руках могущественной группы финансистов. Она и определяла политику правительства.
Во Франции периода Третьей республики, после Парижской коммуны 1871 года, развитие происходило без революций, которыми был отмечен предыдущий период развития страны (1789, 1830 и 1848 годы), хотя поводы к революции, аналогичные предыдущим, случались неоднократно — политический кризис в 1877 году, спровоцированный маршалом Мак-Магоном, вероятная возможность попытки осуществления государственного переворота генералом Буланже в 1889 году, а также дело капитана Дрейфуса в 1898 году. Несмотря на это, революции во Франции не произошло.

### Монеты и банкноты 1870—1914 годов

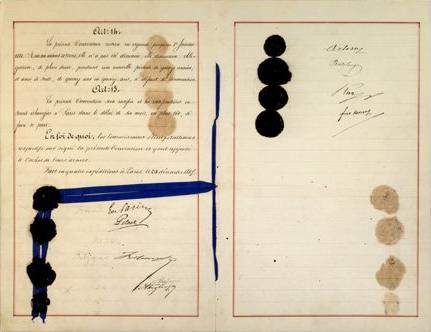
Договор о валютном союзе

23 декабря 1865 года по инициативе Франции был создан Латинский валютный союз. Франция, Бельгия, Италия и Швейцария образовали Союз и договорились привести свои валюты к биметаллическому стандарту с фиксированным соотношением между серебром и золотом (4,5 г серебра; 0,290322 г золота; соотношение 15,5 к 1). Золотой французский франк стал эталоном для денежных единиц стран, которые присоединились к валютному союзу. Договор был направлен на достижение единообразия в чеканке монет, которые должны были взаимно приниматься национальными казначействами как законное платёжное средство. Соглашение вступило в силу в 1866 году.
Позже к союзу присоединились Испания и Греция (1868 год), Румыния, Австро-Венгрия, Болгария, Венесуэла, Сербия, Сан-Марино и Папская Область (1889 год). В 1904 году Датская Вест-Индия также приняла стандарт, но не присоединилась к союзу. В 1878 году, также без формального вступления в союз, аналогичное содержание золота, но уже без привязки к серебру, было принято для финской марки (несмотря на то, что Финляндия была частью Российской империи). С 1885 года золотое содержание российских монет империал (15 рублей) и полуимпериал (7,5 рублей) было зафиксировано на уровне, идентичном французским монетам в 40 и 20 франков соответственно.
Однако с 1873 года в связи с тем, что упала цена на серебро и былое соотношение 1:15,5 изменилось, ряд государств Латинского союза был вынужден прекратить чеканку серебряных монет (Франция лишь сократила их выпуск). Фактически биметаллизм Латинского союза превратился в хромающий монометаллизм (золотой стандарт).

## Франк Пуанкаре

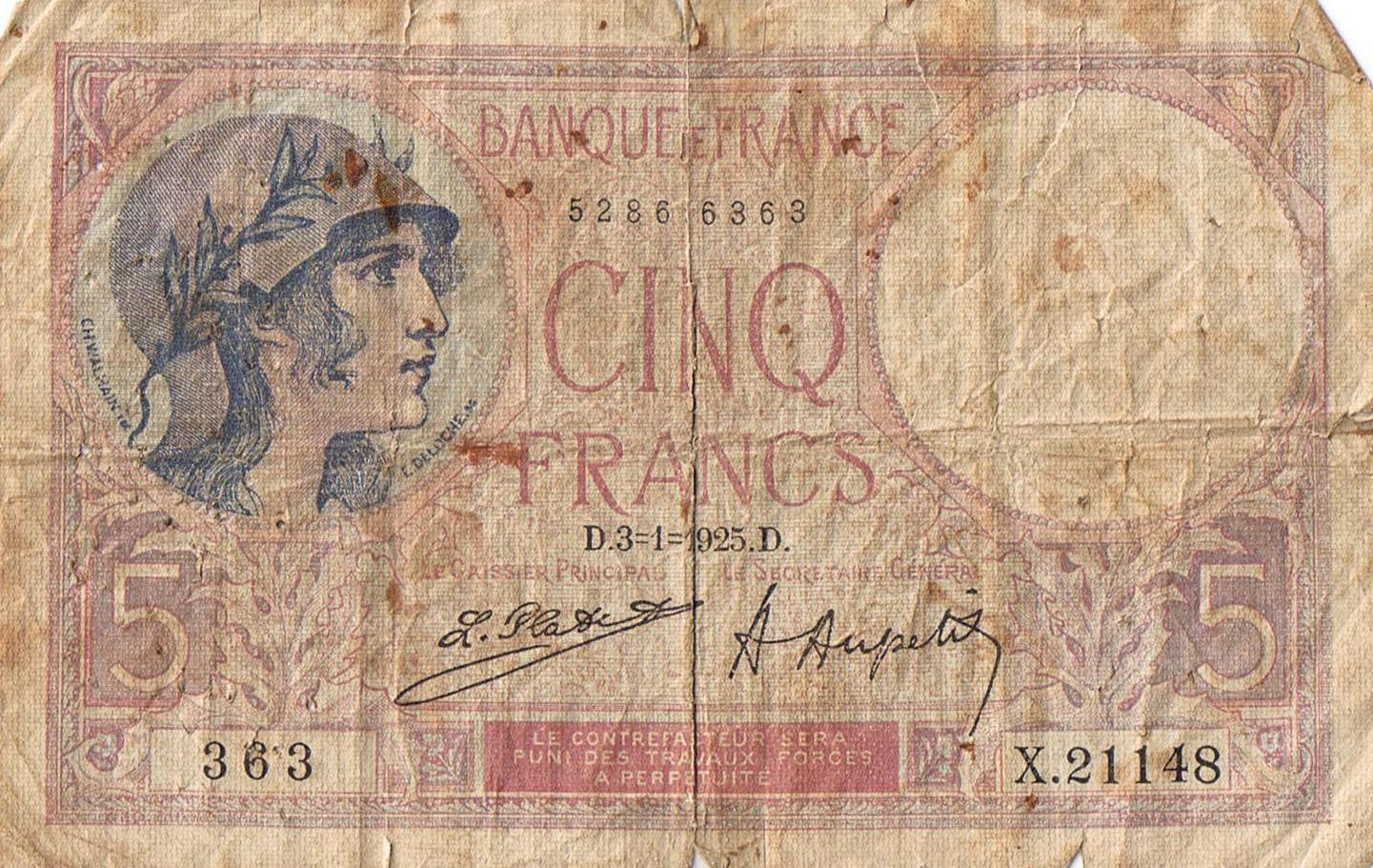
5 франков 1925 года

Период экономической истории Франции с 1913 по 1929 год тесно связан с именем Раймона Пуанкаре, который три раза был премьер-министром (1912—1913, 1922—1924, 1926—1929), а с 1913 по 1920 год президентом Франции. Франк, который начали выпускать в этот период, получил название «франк Пуанкаре».

### Экономика 1914—1940 годов
Франция, на территории которой проходили боевые действия, сильно пострадала от Первой мировой войны. Ухудшилось положение рабочих, что привело к массовым забастовкам. В 1919 и 1920 годах в них участвовало свыше 2 млн человек. Бастовали рабочие металлургических заводов, текстильщики, горняки, сельскохозяйственные рабочие и многие другие. Весь май 1920 года проходила всеобщая стачка железнодорожников. В итоге правительство Клемансо пошло на уступки рабочим. Весной 1919 года были утверждены два закона, по которым установлен 8-часовой рабочий день и предоставлено право профсоюзам заключать коллективные договоры с предпринимателями.

### Монеты и банкноты 1914—1927 годов

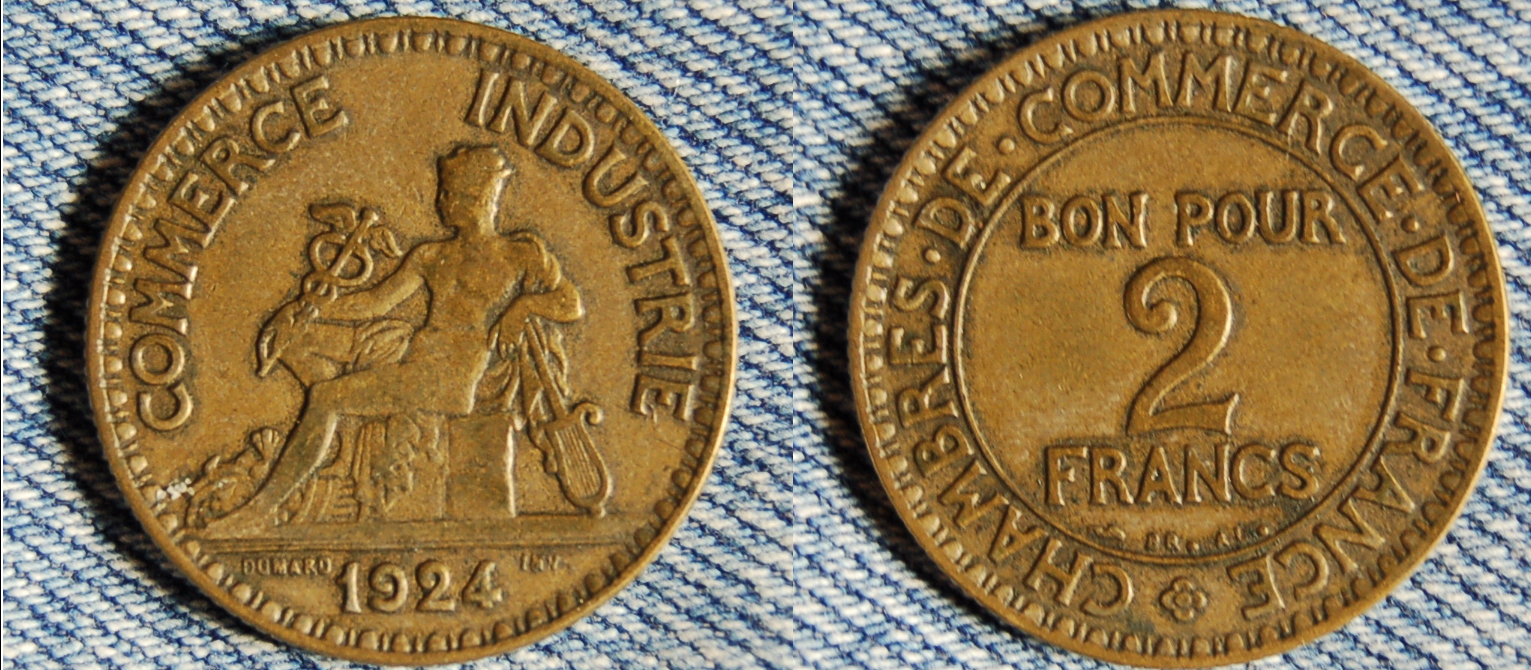
2 франка 1924 года

В годы Первой мировой войны Франция прекратила выпуск золотых монет. В этот период вошли в оборот банкноты номиналом 5, 10 и 20 франков. При этом в 1914 году был приостановлен их размен на золотые монеты. В связи с изменением соотношения цен золота и серебра, политической нестабильностью в начале XX века и более активным использованием банкнот в 1920 году фактически прекратил существование Латинский валютный союз (формально он распался в 1927 году). В том же году монеты номиналом в 2, 1 и 1/2 франка, ранее чеканившиеся из серебра, начали чеканить из алюминиевой бронзы.
Монеты, выпускавшиеся в период 1914—1927 гг., поскольку они не покрывались золотом, выпускались не от имени национального банка Франции, а как «боны» / «токены» Торгово-промышленной палаты Франции. Кроме того, существовали многочисленные частные монетные выпуски (от имени городов, регионов и частных предприятий).

### Монеты и банкноты 1928—1940 годов
В 1928 году был восстановлен обмен бумажных франков на золото, но уже в качестве золотослиткового стандарта, когда минимальная предъявляемая к размену сумма должна была составлять не менее 215 000 франков. В 1929—1933 годах произошёл мировой экономический кризис, денежная система с использованием золотого стандарта потерпела крах. В 1936 году обмен на золото окончательно прекращён.
Для некоторых заморских территорий (например, Алжира) выпускались монеты, идентичные по дизайну французским, однако из другого металла. На территории Франции они хождения не имели.

## Франк в период Второй мировой войны

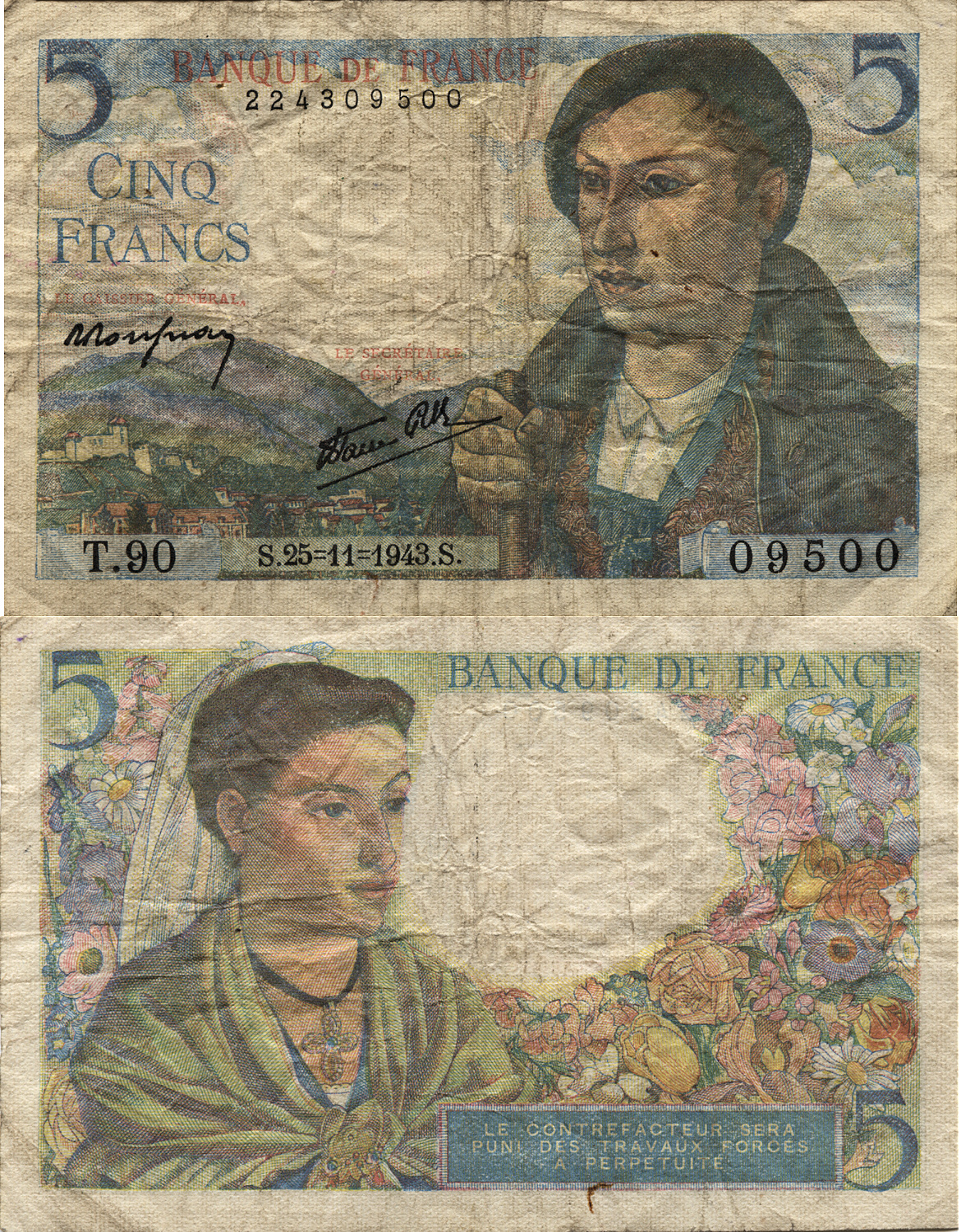
5 франков 1943 года

Вторая мировая война и оккупация нанесли Франции огромный ущерб, оцениваемый примерно в 1440 млрд франков. Страна потеряла около 1,1 млн человек. Промышленное производство было сокращено на 70 %. Наполовину в сравнении с 1938 годом снизился выпуск продуктов питания, был уничтожен флот. В результате войны было разрушено 2 млн зданий, 195,5 тысяч промышленных предприятий, уничтожено 253 тысячи крестьянских хозяйств. Добыча угля снизилась в 4 раза. Франк подешевел в 6 раз. Множество торговых предприятий обанкротилось. Три четверти французов вели полуголодный образ жизни. Расцвела спекуляция.

### Франкрежима Виши

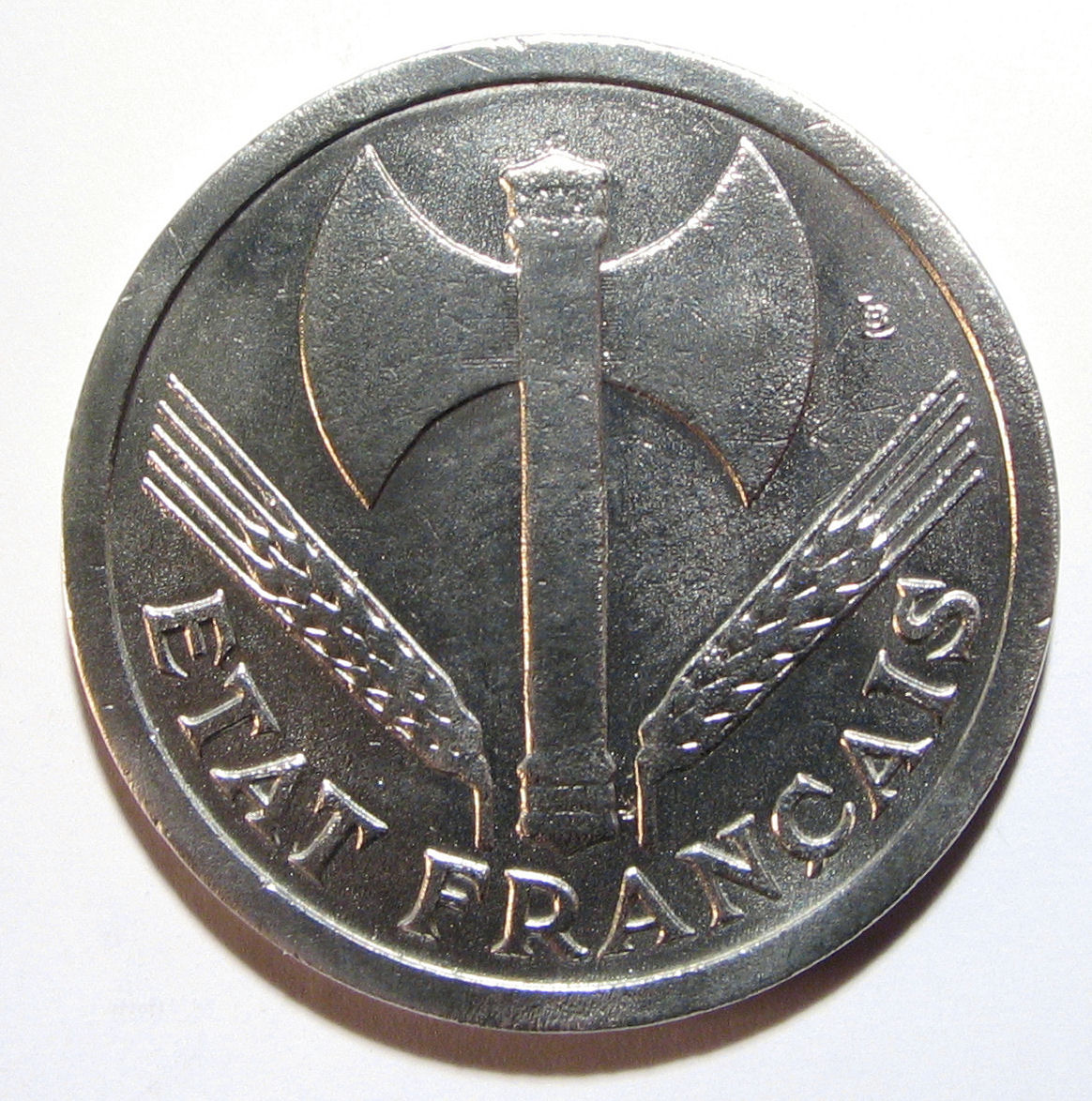
2 франка 1943 года

В годы Второй мировой войны вишистская Франция выпускала собственные франки, привязанные к немецкой рейхсмарке. Были выпущены монеты достоинством 10, 20, 50 сантимов и 1, 2, 5 франков. На реверсе новых монет номиналом от 50 сантимов до 5 франков, выпущенных в 1942—1944 годах, был изображён герб Вишистского правительства — средневековый топорик-франциска. Также на монетах присутствовали такие элементы, как фасции и колосья пшеницы (пучок собранных воедино колосьев являлся символом фашизма). На аверсе этих монет девиз Французской республики «Liberté, Égalité, Fraternité» («Свобода, равенство, братство») был заменён на «Travail, Famille, Patrie» («Труд, семья, отечество»).

### Военный франк

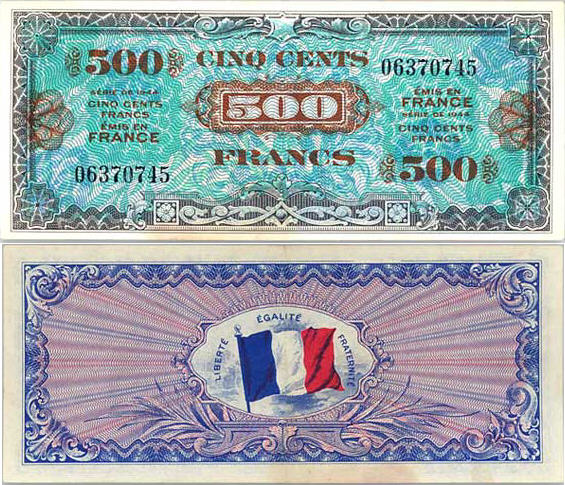
500 военных франков

Высадившись в 1944 году во Франции, американцы ввели в обращение банкноты номиналом от 2 до 500 франков. Банкноты были напечатаны в феврале — мае 1944 года в США. Они заменили банкноты Вишистского правительства и были в обращении до 1948 года. После того, как американцы ввели банкноты в Нормандии, Председатель Временного правительства Французской республики генерал де Голль решил запретить обращение этих банкнот во Франции.

## ФранкЧетвёртой республики

### Экономика 1945—1959 годов

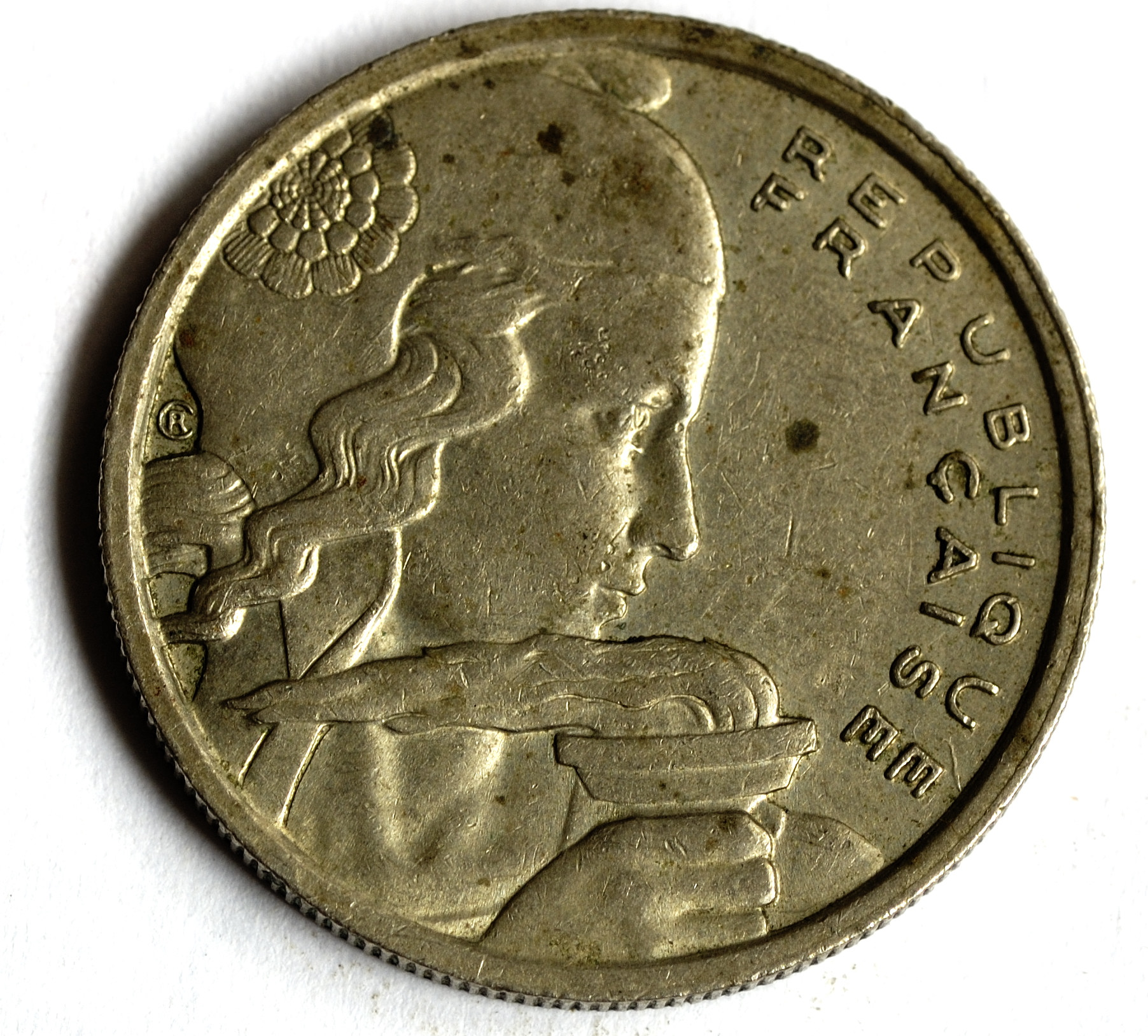
100 франков 1955 года

Завершение Второй мировой войны заставило Францию решать проблему разрушенной экономики страны. Правительство, на которое давили левые партии, было вынуждено провести в стране массовую национализацию (1945—1947), в результате которой значительный процент предприятий угольной, газовой, авиационной, автомобильной, транспортной отраслей, а также предприятия фирмы «Рено», перешли государству. В итоге были национализированы около 20 % предприятий страны. Создавались новые государственные компании: «Газ де Франс», «Электрисите де Франc», «Шарбоннаж де Франс». Государственными стали пять ведущих банков страны (в том числе Банк Франции) и часть страховых компаний. В 1947 году был достигнут довоенный уровень развития экономики. 28 июня 1948 года в Париже было подписано соглашение, в результате которого во Франции начал действовать «План Маршалла». Приняв План Маршалла, по которому Франция получала значительную помощь от США, правительство вынуждено было выполнить обязательное условие: отсутствие коммунистов в правительстве. Помощь США в течение 1948—1951 годов включала кредиты, продовольствие, оборудование, вооружение, всего на сумму около 2,5 млрд долларов США, а к 1958 году объём помощи составил 12 млрд долларов. Несмотря на контроль США над экономикой Франции, помощь США дала возможность модернизировать французскую промышленность, заменив устаревшие станки новейшим оборудованием. Это привело к дальнейшему росту экономики. К середине 1950-х годов продолжился экономический рост, в результате которого рост промышленного производства на 60 % был выше довоенного уровня, были увеличены нефтепереработка, производство электроэнергии и выплавка стали, хотя такие отрасли, как лёгкая промышленность, пребывали в состоянии застоя. В результате крупных военных расходов, связанных с удержанием колониальной империи, войны в Индокитае (1946—1954) и войны в Алжире (1954—1962) ухудшилось финансовое положение страны, и в 1948 году произошла девальвация франка. В 1950-х годах во Франции были очень высокие темпы инфляции. В 1957 году рост цен составил величину, которая в 25 раз превысила довоенный уровень, а минимальная заработная плата выросла только в 21 раз. Экономика находилась в ситуации, когда очередное повышение заработной платы тут же вызывало рост цен и удорожание стоимости жизни. В 1944 году официальный курс доллара составлял 50 французских франков, а 1958 году он составил 420 франков. Правительство де Голля, придя к власти в 1958 году, решает сначала провести новую девальвацию (на 17,55 %), после объявило о создании «тяжёлого франка». В 1960 году принимается решение о введении нового стабильного франка.

### Монеты и банкноты 1945—1959 годов
После войны дизайн монет образца 1934—1940 годов не изменился, в обращении были монеты с номиналом 50 сантимов, 1, 2 и 5 франков, выпускаемые из более дешёвого алюминия. В результате продолжавшейся инфляции в 1950 году были введены новые монеты с номиналами: 10, 20, 50 и 100 франков. Банкнота номиналом 50 франков была выведена из обращения. Впервые введена в обращение банкнота номиналом 10 000 франков.

## Новый франк

### Экономика 1960—2001 годов

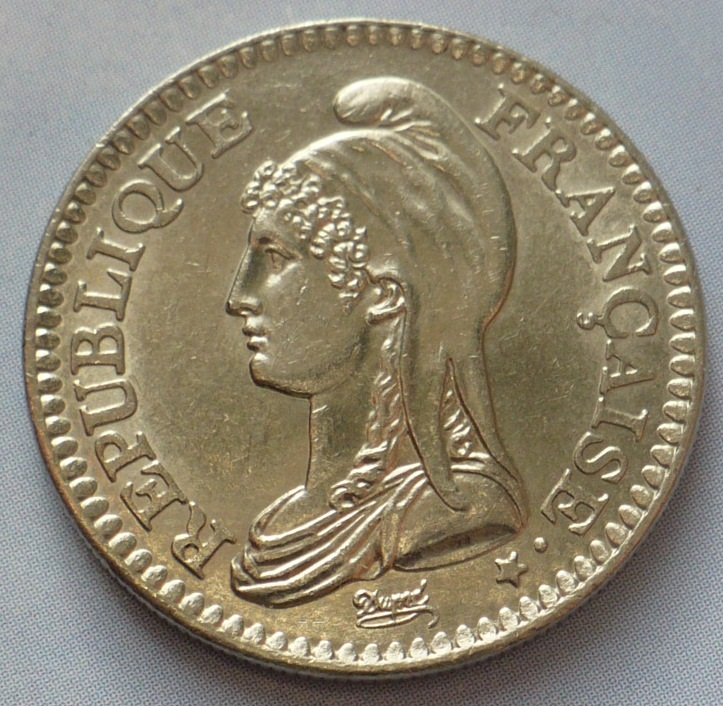
1 франк «200 лет Французской Республике»

В 1960-х годах был ускорен процесс монополизации в промышленности. Если до этого объединялись мелкие и средние предприятия, в этот период происходило поглощение небольших компаний более крупными. Возникли крупнейшие промышленные группы: «Пешине-Южин-Кюльман» (цветная металлургия, химическая промышленность) и «Сен-Гобен-Понт-а-Муссон» (производство стекла и строительных материалов). В 1965 году Франция полностью погасила все долги перед Соединёнными Штатами, увеличилась доля товарооборота со странами ЕС. Период в конце 1960-х годов во Франции ознаменовался экономическими и политическими проблемами. В результате возвращения на родину французов из бывших колоний и демобилизованных солдат увеличилось количество безработных. В стране возникли вооружённые группировки, осуществлявшие террористические акты. В мае 1968 года молодёжь и студенческое леворадикальное движение организовали массовые беспорядки в Париже и остальных городах Франции. В августе 1969 года снова девальвировали франк на 12,5 % по отношению к доллару США. Правительство заморозило на месяц рост цен на промышленные и продовольственные товары. В результате мер правительства ситуация стабилизировалась. А уже осенью 1973 года в результате внезапного повышения цен на нефть во Франции были повышены цены на бензин, и возник нефтяной кризис. Закупка нефти по новым ценам привела к бюджетному дефициту. В 1974—1976 годах снижалось промышленное и сельскохозяйственное производство на фоне постоянного роста цен (около 10 % в год). Число безработных увеличилось в 2,5 раза. Государство оказывало поддержку отраслям экономики, продукция которых шла на экспорт, снижало количество мелких предприятий в промышленности и сельском хозяйстве. Нестабильность в стране привела к власти социалистов во главе с Миттераном. Правительство дважды девальвировало франк: на 3 % (октябрь 1981) и 10 % (июнь 1982), приняло закон о национализации (февраль 1982). Итогом национализации стал государственный сектор, в котором работало около 25 % всех промышленных рабочих. Был введён план Делора, по которому были сокращены расходы бюджета на социальные нужды, была увеличена плата за различные (в том числе медицинские) услуги. Это привело к падению потребительского спроса на 65 миллиардов франков в год. В марте 1986 года главой правительства стал представитель правых сил Жак Ширак. Правительство Ширака за пять лет распродало акции 65 государственных предприятий, снизило объём налогов. Государство уже не устанавливало цены на продукцию промышленных предприятий. Это сказалось на улучшении экономики страны. В 1993 году в рамках государственного займа было собрано 110 млрд франков. На эти средства создавались новые рабочие места, финансировалась программа по трудоустройству молодёжи. После прихода правых к власти в 1995 году и проводимой премьер-министром Аленом Жюппе политики сокращения государственных расходов это правительство стало самым непопулярным в послевоенной истории страны. На внеочередных парламентских выборах в 1997 году население Франции, избрав социалистов во главе с Лионелем Жоспеном, проголосовало за усиление социальной направленности экономики.

### Монеты и банкноты 1960—2001 годов

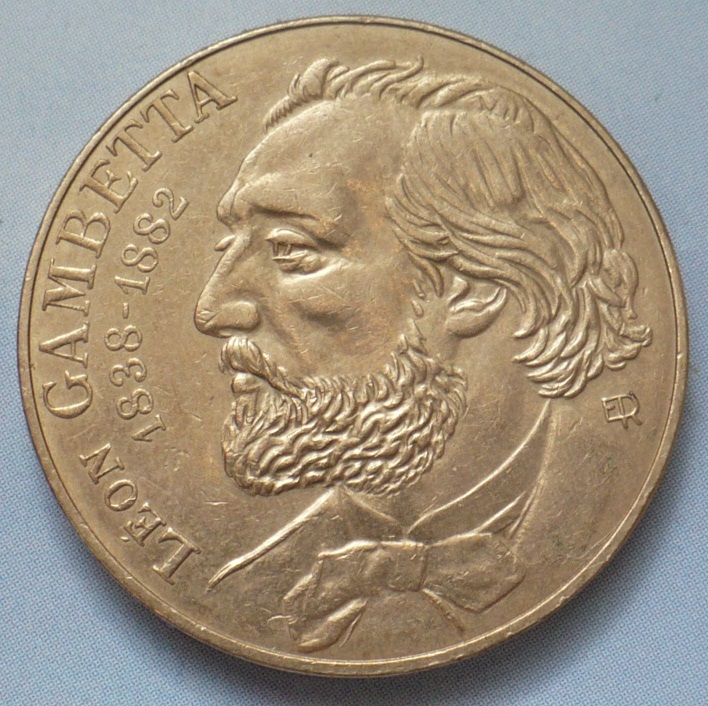
Первая памятная монета в честь 100-летия со дня смерти премьер-министра Франции Леона Гамбетты

В январе 1960 года французский франк был деноминирован в соотношении 100 старых франков к одному новому (nouveau franc). 1 января 1963 года название «новый франк» было заменено на «франк». Старые одно- и двухфранковые монеты продолжали находиться в обращении по цене одного и двух сантимов. Инфляция влияла на стоимость национальной валюты, но она протекала гораздо медленнее, чем в некоторых других странах Европы. Тем не менее, когда 1 января 1999 года евро заменил франк, последний стоил в восемь раз меньше, чем в 1960 году.
Выпуск памятных монет во Франции начат в 1982 году с монеты номиналом 10 франков в честь 100-летия со дня смерти премьер-министра Франции Леона Гамбетты. Они были выпущены следующими номиналами:
- пять монет достоинством в 1 франк,
- четыре монеты достоинством 2 франка,
- пять монет достоинством 5 франков (1989—1996),
- девять монет достоинством 10 франков (1982—1989),
- две монеты достоинством в 20 франков,
- тридцать две монеты достоинством в 100 франков (1982—1997)[25][31]. Последними в 2000 году были выпущены девять монет достоинством пять франков[25].

## Переход на евро
Франк был заменён евро с 1 января 1999 года; в наличном денежном обращении находился параллельно с евро с 1 января по 17 февраля 2002 года. Банкноты и монеты принимались банками к обмену на евро до 30 июня 2002 года. Банк Франции принимал к обмену: монеты — до 17 февраля 2005 года, банкноты — до 17 февраля 2012 года. Курс обмена составил 6,55957 франков за 1 евро. Одновременно с обменом франков произошёл обмен ЭКЮ на евро в соотношении 1:1.
Франция стала первой страной, в которой ввели новую валюту, — евро был введён в Заморском департаменте Реюньон. В результате активного обмена старой валюты на евро был увеличен рабочий день в банках, и банковские работники Франции провели однодневную забастовку. К 1 марта 2002 года был завершён процесс замены национальной денежной единицы на евро.
Последним днём, когда все желающие могли обменять франк на евро, было 17 февраля 2012 года. Этот день во Франции объявлен как «день похорон франка».
Для удобства обмена был создан специальный сайт, на котором французы могли узнать интересующую их информацию о правилах обмена франков. Банк Франции сообщил средствам массовой информации о том, что все собранные у населения франки были измельчены, спрессованы, а после сожжены.

## Типы монет
Французские монеты имеют четыре основных типа оформления: с изображением Марианны (или женщины, символизирующей Францию), с изображением сеятельницы, монеты с дизайном гравёров Дюпре (тип Дюпре) и Линдайё (тип Линдайё).

### Монеты с портретом Марианны
Наиболее распространённый элемент оформления аверса французских монет — портрет женщины, символа Французской республики. Такие монеты разрабатывали французские гравёры Пьер-Александр Морлон (Pierre-Alexandre Morlon), Пьер Тюрен (Pierre Turin), Андре Лаврийё (André Henri Lavrillier), Жорж Гиро (Georges Guiraud), Робер Коше (Robert Cochet), Анри Лагрифул.
Мариа́нна (фр. Marianne) — национальный символ, персонификация Франции с 1792 года (со времён Великой Французской революции). Изображается молодой женщиной во фригийском колпаке. Она является олицетворением национального девиза Франции «Свобода, равенство, братство». Скульптурные изображения Марианны — обязательный атрибут учреждений органов власти, судов, муниципалитетов и так далее. Её профиль размещён на государственной печати Франции; она изображена на стандартных французских почтовых марках. До введения евро изображения Марианны размещались на сантимах и франках, в настоящее время их можно увидеть на евроцентах (1, 2, 5) французской чеканки.

Изображение и гравёр
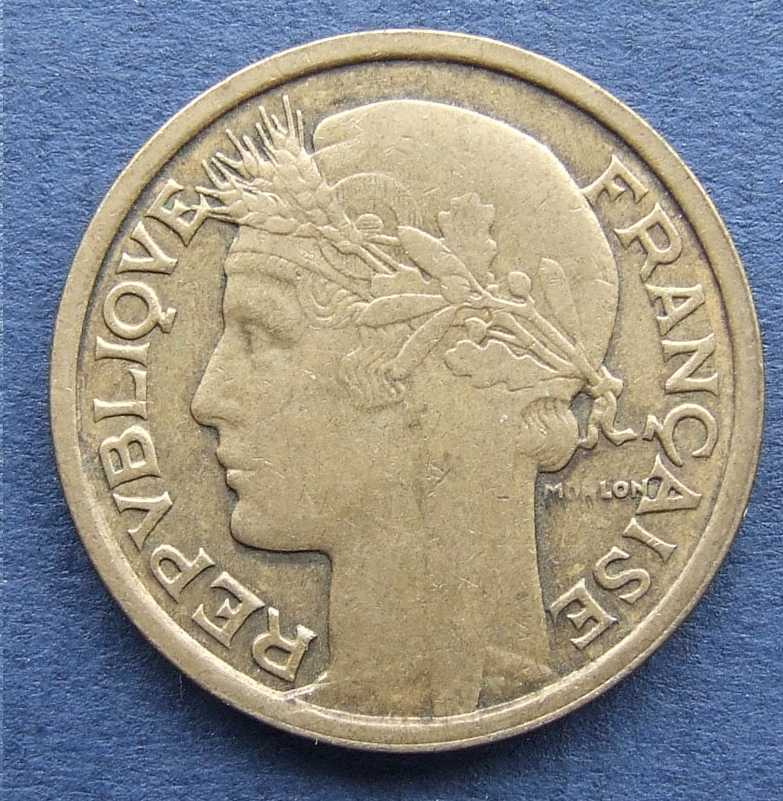
Пьер-Александр Морлон
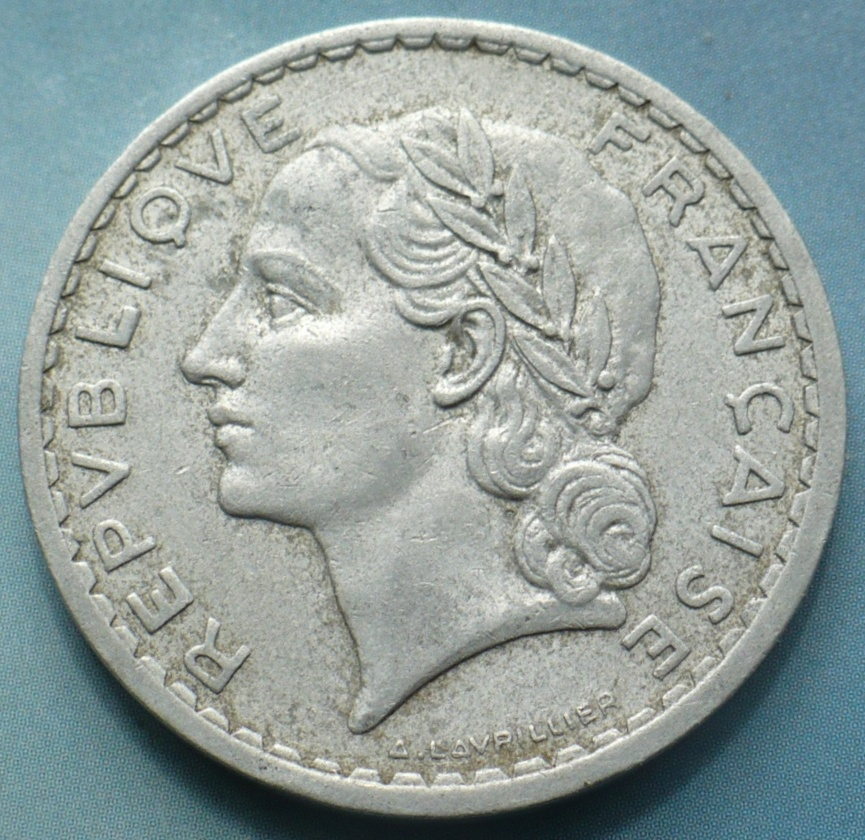
Андре Лаврийё
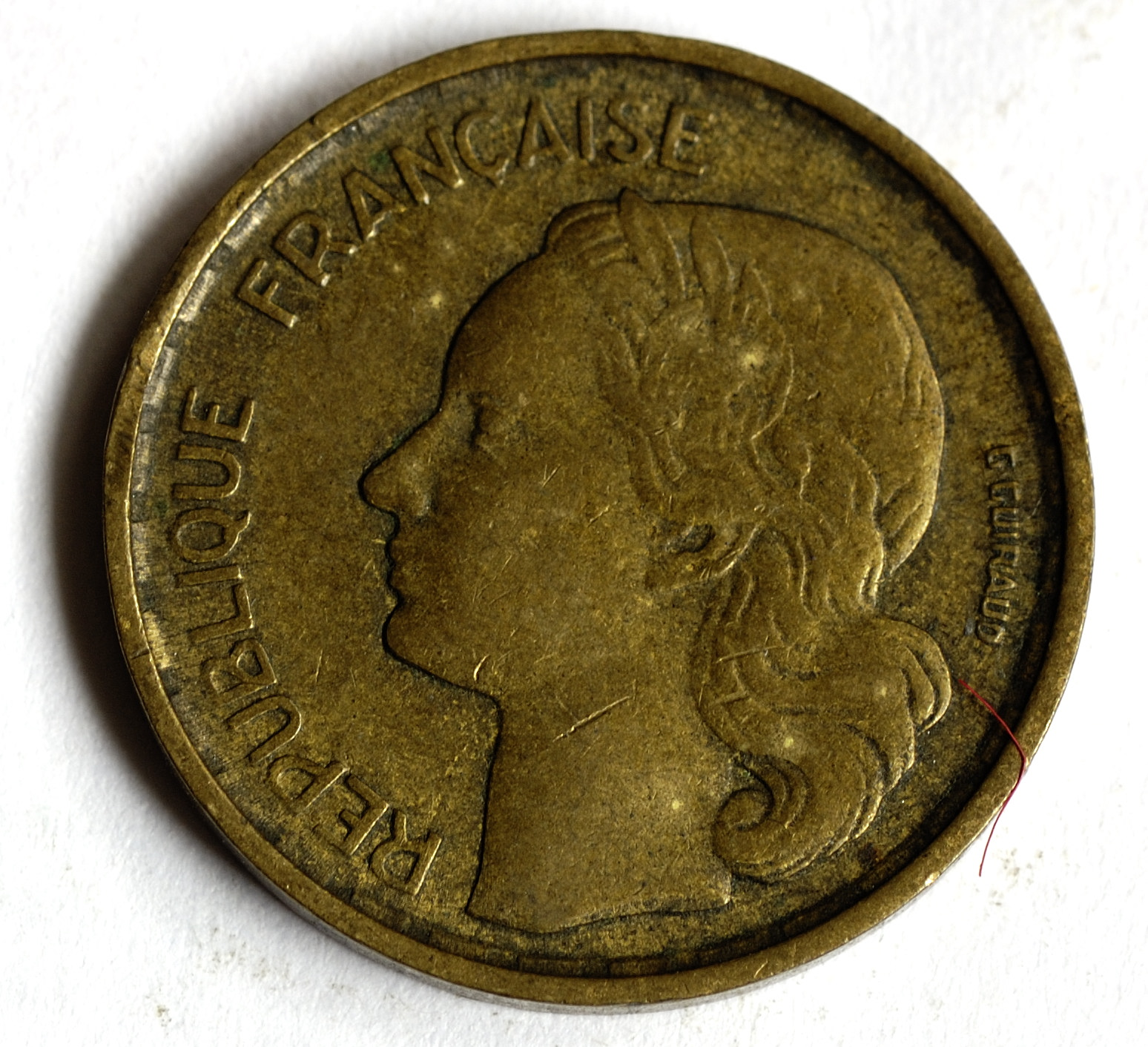
Жорж Гиро
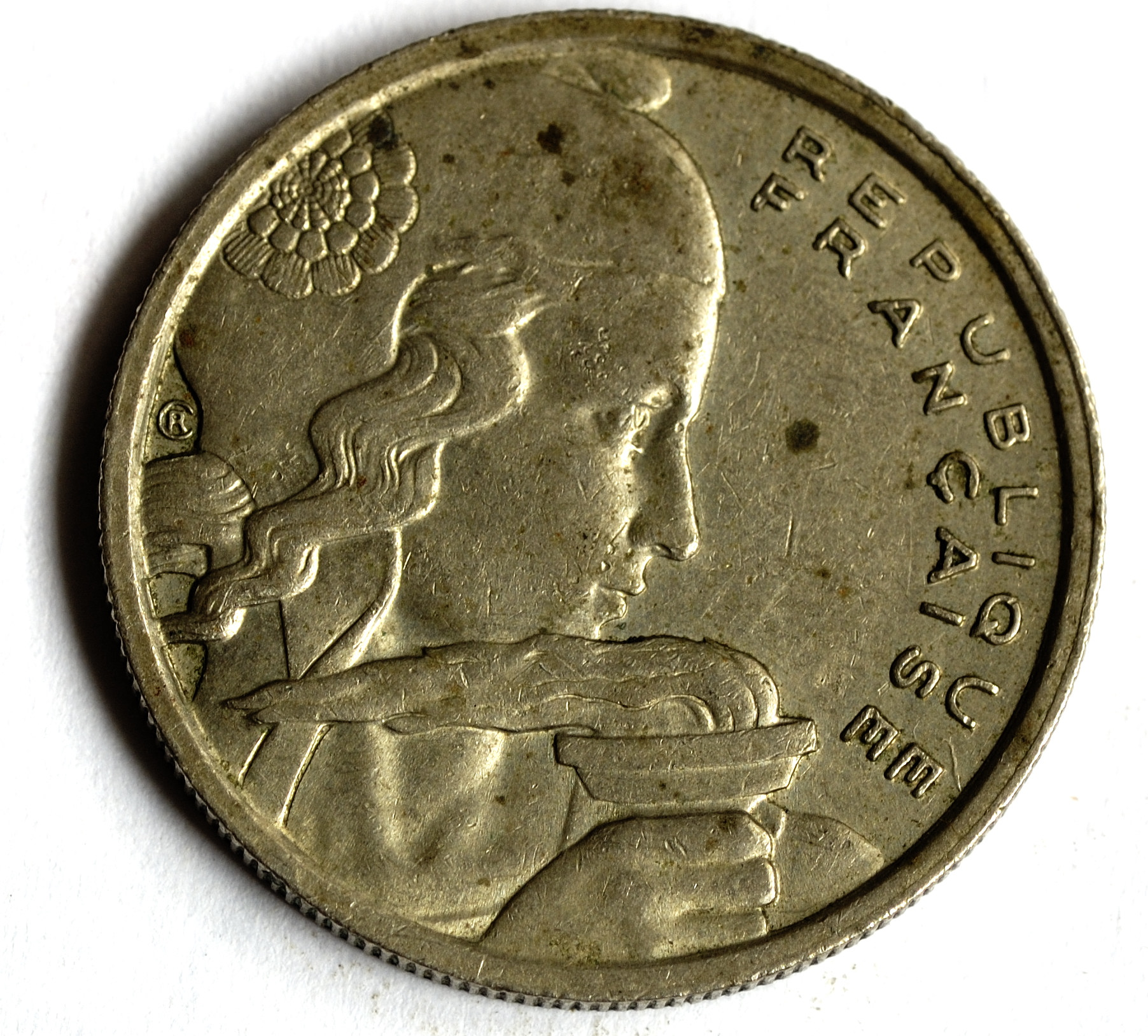
Робер Коше
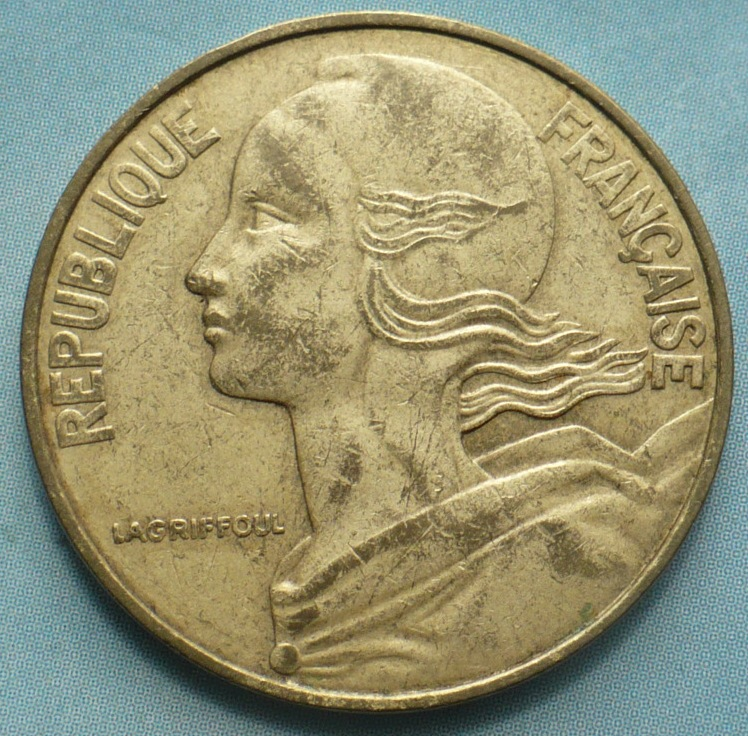
Анри Лагрифул

### Монеты с изображением сеятельницы

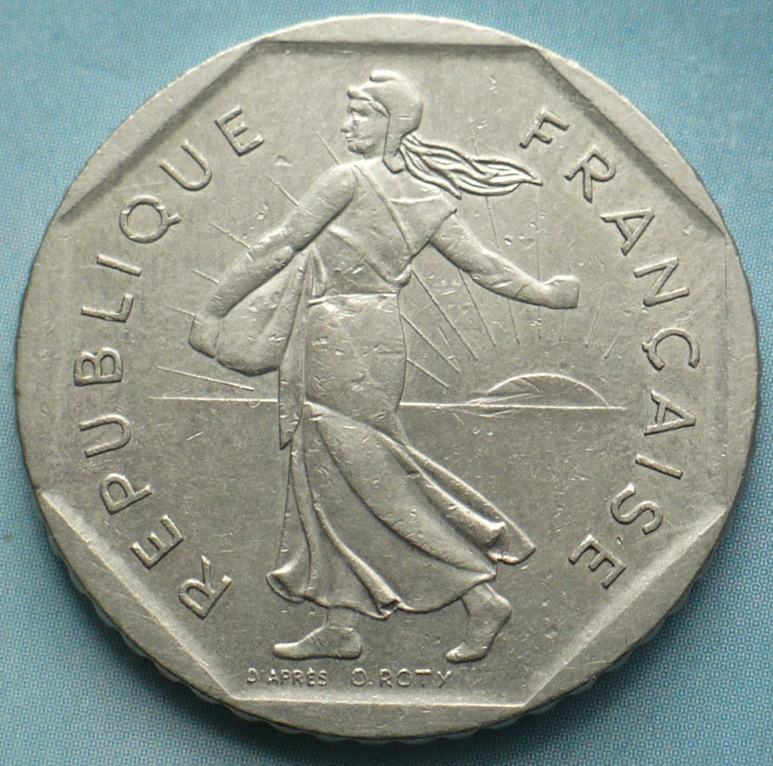
Монета с изображением Сеятельницы

Монета с изображением сеятельницы разработана гравёром Оскаром Роти и завоевала большую популярность у нумизматов. Образ был создан в 1896 году и появился на серебряных монетах III Республики, повторно — в 1960 году на монетах номиналом от полфранка до пяти франков. Сеятельница наряду с Марианной и деревом была выбрана для оформления национальной стороны монет евро.
На лицевой стороне этого типа монет изображена женщина во фригийском колпаке, которая сеет в лучах восходящего солнца. В 1897 году были выпущены первые монеты номиналом 50 сантимов. Министр финансов Антуан Пинэ решил восстановить дизайн времён франка жерминаль, поэтому символическое изображение сеятельницы вернулось на монеты с 1 января 1960 года. Монета с сеятельницей была в ходу до 17 февраля 2002 года.

### Монеты типа Дюпре

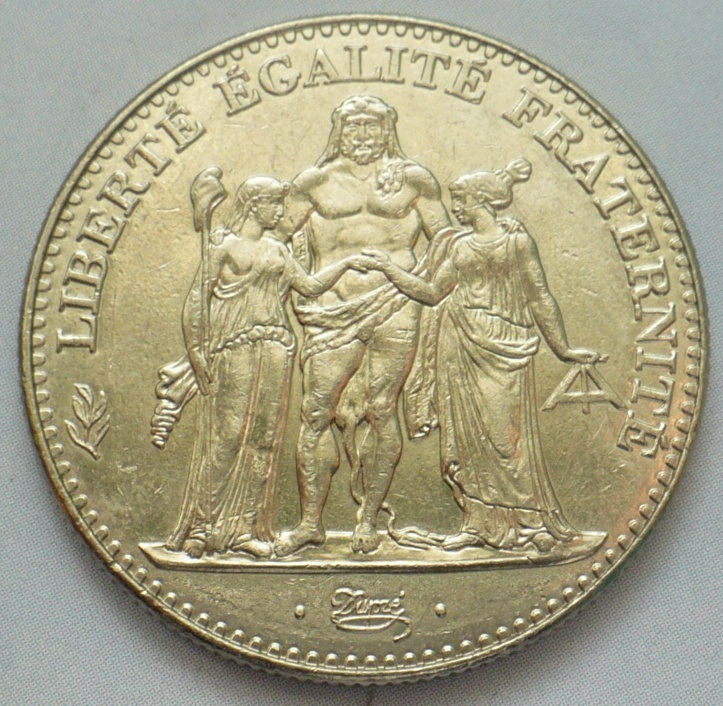
Монета типа Дюпре

Монеты типа Дюпре названы так по имени гравёра Огюстена Дюпре (1748—1833). На их реверсе изображён Геркулес после победы над Немейским львом между аллегорией Республики во фригийском колпаке и персонификацией Юстиции. Гуртовая надпись — девиз «Свобода, равенство, братство». Аверс монет этого типа включает ветви дуба, переплетённые с ветвями оливы, и знаки монетного двора Французской республики.
Оформление типа Дюпре использовалось во Второй республике с 1848 года и Третьей республике с 1870 года на монетах достоинством 5 франков. Монета воссоздана в Пятой республике и чеканилась номиналами 10 и 50 франков. В 1996 году в этом дизайне была выпущена памятная монета достоинством 5 франков. После перехода на евро оформление в дизайне Джоакина Хименеса использовано при чеканке монет номиналом €10 (серебро), €100 и €1000 (золото).

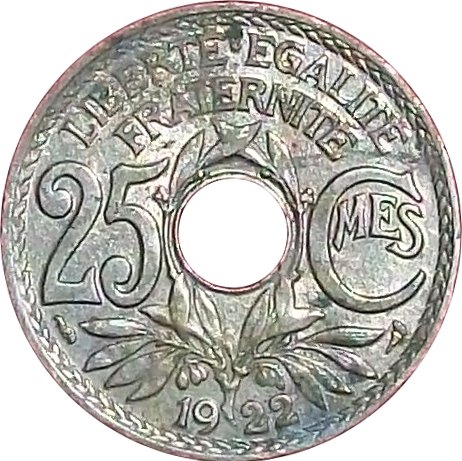
Медно-никелевая монета 25 сантимов 1922, типа Линдайё — аверс

### Монеты типа Линдайё
Тип Линдайё, для которого характерно отверстие в центре монеты, был назван по имени гравёра Эмиля Эдмона Линдайё (1869—1942). Монеты этого типа выпускались с 1914 по 1946 год.
Тип Линдайё пришёл на смену никелевым монетам номиналом 5 и 10 сантимов типа Дюпюи, а также 25 сантимам. С начала Первой мировой войны монеты типа Линдайё выпускались тоньше и с отверстием в центре с целью экономии металла на чеканку монет. Монеты этого типа выпускались вплоть до 1946 года.
Правительство Виши выпускало подобные монеты с отверстиями с 1941 по 1943 год номиналом 10 и 20 сантимов из цинка.

### Монетные дворы

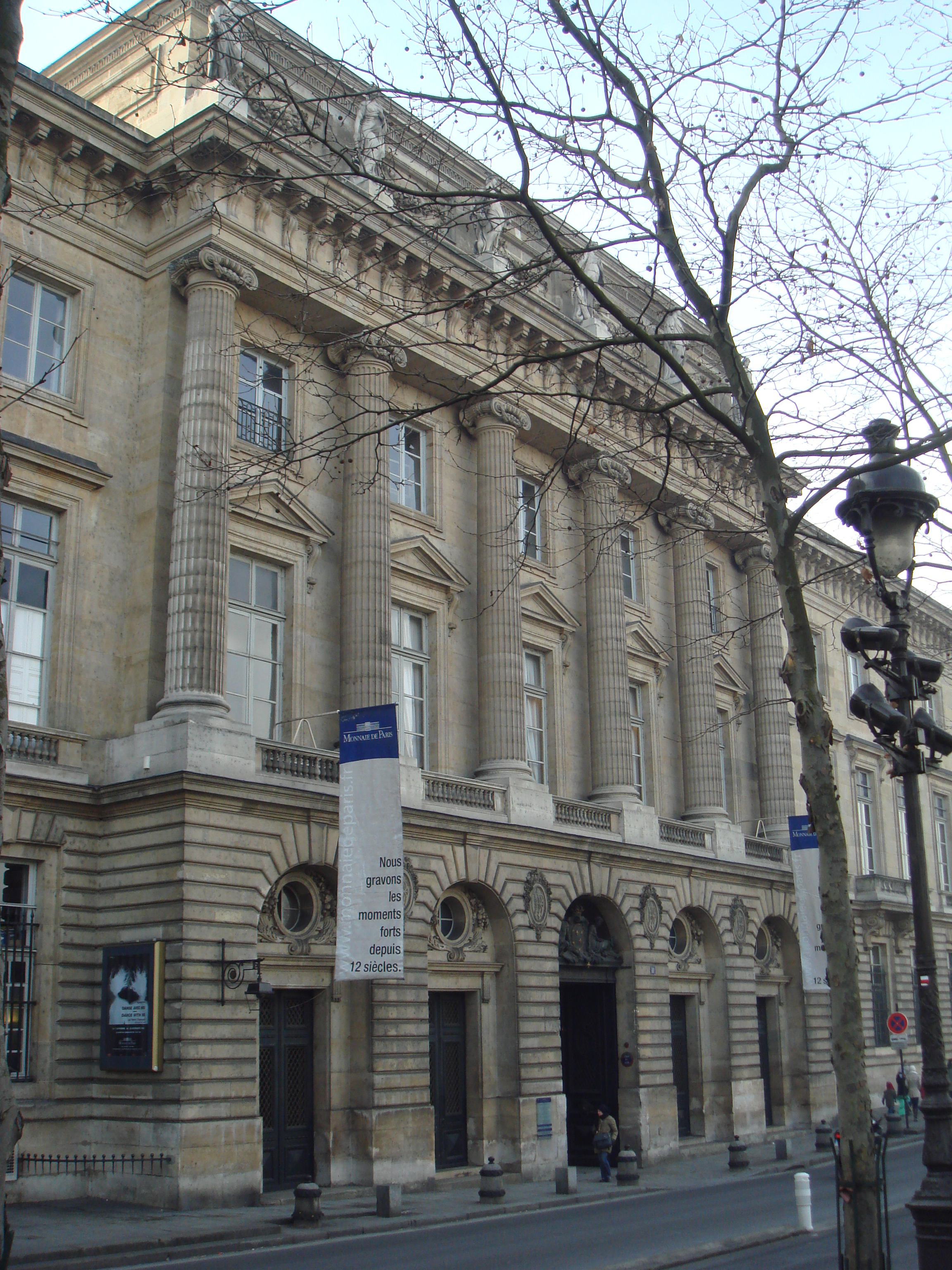
Вход в здание монетного двора, на набережной Конти в 6-м округе Парижа, в котором находится музей Парижского монетного двора и Парижский монетный двор

В XIX веке монеты, номинированные во французских франках, чеканились в Париже, Страсбурге (монетный двор действовал до 1870 года), Бордо (до 1878 года), Марселе (до 1857 года), Лионе (до 1857 года) и некоторых других городах. В XX веке, кроме Парижского, действовали монетные дворы в Бомон-ле-Роже, Кастельсарразен и Пуасси. В настоящее время действует только Парижский монетный двор (фр. Monnaie de Paris).
Парижский монетный двор является государственным промышленным и коммерческим предприятием, созданным для производства французской национальной валюты. Основанный в 864 году по указу короля Карла Лысого, он является старейшим государственным учреждением.
До 2007 года монетный двор входил в Министерство экономики, финансов и промышленности. Парижский монетный двор приобрёл самостоятельность и ему был дан статус юридического лица на основании закона № 2006—1666.
На Парижском монетном дворе в настоящее время работают 500 сотрудников — в Hôtel de la Monnaie, расположенном в Париже (55 % сотрудников), и на предприятии в департаменте Жиронда (45 % сотрудников).
Правила работы Парижского монетного двора изложены в статье Л. 121-3 Валютно-финансового кодекса. От имени государства он наделён полномочиями на выпуск денежных знаков Франции.
Он также занимается коммерческой деятельностью в различных секторах:
- Производство и продажа памятных монет, медалей и знаков отличия;
- Производство художественных и ювелирных изделий под торговой маркой Парижского монетного двора;
- Управление музеем Монетного двора Парижа и обслуживание монетного двора (специальный выпуск медалей и прочие услуги);
- Борьба с контрафактной продукцией и изготовление брендов монетного двора.

Знак Парижского монетного двора — рог изобилия

В департаменте Жиронда расположен Национальный центр проверки подлинности банкнот евро (CNAC) (Европейский технический и научный центр), который также анализирует и классифицирует часть поддельных евро по всей Европе. Этот центр является частью европейской программы по борьбе с мошенничеством и по технической координации государств-членов в борьбе с поддельной валютой.
С 1880 года знаком монетного двора является рог изобилия. Также иногда на монетах ставится знак директора монетного двора. Таким знаком в 1994—2000 годах была пчела, в 2001—2002 годах — подкова, в 2003 году ставилось сердце с монограммами «L» и «S».

## Зона франка
Зона франка — возглавляемый Францией валютный союз, созданный преимущественно на базе её колониальных владений. Начало формирования зоны франка связано с началом выпуска во второй половине XIX века банкнот частных французских банков для французских колоний. Зона окончательно сложилась в 1939 году и получила законодательное оформление в 50-х годах XX века.

### История создания
В 1950 году достигнуто соглашение о сохранении Зоны франка как добровольного объединения стран-участниц, о создании Валютного комитета зоны для координации валютной и кредитной политики стран зоны.
В 1960 году из Зоны вышли Гвинея, Лаос, Вьетнам, Камбоджа, Ливан, Сирия, Джибути. Алжир, Тунис и Марокко официально не заявляли о выходе из союза, но в 60—70-х годах отошли от принципов союза, открепили валюты от французского франка и ввели валютные ограничения для стран Зоны.
В 1962 году Мали вышла из союза и ввела собственную единицу — малийский франк. Однако в 1968 году Мали вновь вошла в Зону франка.
В 1973 году из Зоны вышли Мавритания и Мадагаскар.
В 1985 году членом Зоны стала Экваториальная Гвинея, в 1997 году — Гвинея-Бисау.

### Современное состояние
В настоящее время в Зону франка входят 17 государств и 12 заморских владений Франции. Курсы валют Зоны франка были привязаны к курсу французского франка, а с 2002 года — к евро.
Функционирование Зоны франка основано на четырёх принципах:
- гарантия конвертируемости валют Зоны Казначейством Франции;
- фиксированный паритетный курс валют Зоны;
- свободный обмен валют Зоны;
- централизация золотовалютных резервов.

В настоящее время эмиссионными органами Зоны франка являются: Банк Франции, Эмиссионный институт заморских департаментов Франции, Эмиссионный институт заморских территорий Франции, Центральный банк государств Западной Африки, Банк государств Центральной Африки, Центральный банк Комор.
Казначейством Франции открыты операционные счета трёх центральных банков зоны (Центральный банк государств Западной Африки, Центральный банк государств Центральной Африки, Центральный банк Комор). Условия взаимодействия казначейства и указанных банков определены соглашениями между Министерством финансов Франции и банками. Соглашениями предусмотрена возможность дефицита по счетам банков, однако кредитование центральных банков Зоны казначейством Франции не должно быть продолжительным. Взамен гарантии французского казначейства центральные банки Зоны обязаны помещать не менее 65 % своих золотовалютных резервов на специальном счёте казначейства Франции.
Вопросы сотрудничества стран Зоны обсуждаются на совещаниях министров финансов стран Зоны, проводящихся обычно два раза в год.
| Евро                                                        |  | EUR | Банк Франции                                         | Европа: - Франция - Монако                                                                                                |                                | 1 EUR = 6,55957 FRF   |
| Евро                                                        |  | EUR | Эмиссионный институт заморских департаментов Франции | Заморские департаменты: - Гваделупа - Гвиана - Мартиника - Реюньон - Сен-Пьер и Микелон - Майотта                         |                                | 1 EUR = 6,55957 FRF   |
| Французский тихоокеанский франк                             |  | XPF | Эмиссионный институт заморских территорий Франции    | Франция (Тихий океан): - Новая Каледония - Французская Полинезия - Уоллис и Футуна                                        | 100 XPF = 5,50 FRF с 1949 года | 1000 XPF = 8,38 EUR   |
| Франк КФА Западноафриканский экономический и валютный союз  |  | XOF | Центральный банк государств Западной Африки          | Западная Африка: - Бенин - Буркина-Фасо - Кот д'Ивуар - Гвинея-Бисау - Мали - Нигер - Сенегал - Того                      | 100 XOF = 1 FRF с 1994 года    | 1 EUR = 655,957 XOF   |
| Франк КФА Экономическое сообщество стран Центральной Африки |  | XAF | Банк государств Центральной Африки                   | Центральная Африка: - Камерун - Республика Конго - Габон - Экваториальная Гвинея - Центральноафриканская Республика - Чад | 100 XAF = 1 FRF с 1994 года    | 1 EUR = 655,957 XAF   |
| Франк Комор                                                 |  | KMF | Центральный банк Комор                               | - Коморы | 75 KMF = 1 FRF с 1994 года     | 1 EUR = 491,96775 KMF |

## Франк как мировая резервная валюта

График использования франка в качестве резервной валюты

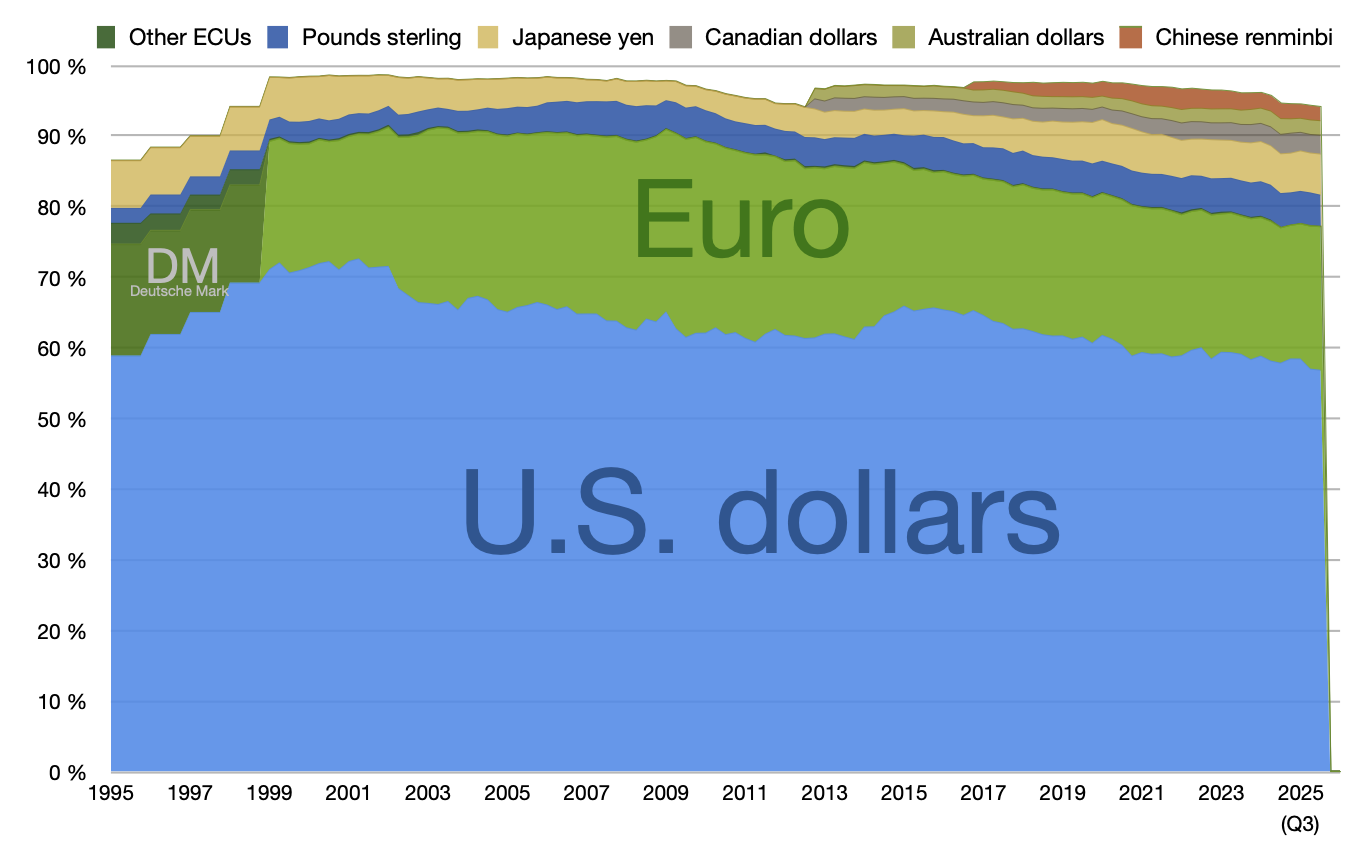
Объём использования мировых резервных валют с 1995 года

Как было отмечено выше, одной из ключевых мировых валют франк стал уже в XIX веке. В частности, переход Франции на десятичный принцип организации денежной системы в 1795 году послужил толчком к введению десятичного денежного счёта в других европейских странах, а установленное в 1803 году содержание золота и серебра во франке жерминаль (соответственно 0,2903 г и 4,5 г, то есть в пропорции 1:15,5) стало ключевым соотношением Латинского валютного союза (1865 год), крупнейшего валютного союза Европы второй половины XIX — начала XX века. Кроме того, уже в XIX веке франк стал единственной или параллельной валютой для многих французских колоний, которые к 1943 году в совокупности занимали около 9 % земной поверхности с населением примерно в 5 % от общей численности жителей земли. С отказом ведущих мировых держав от использования золотомонетного стандарта (с 1914 года) и переходом к стандарту золотовалютному (20-е годы XX века) французский франк стал одной из тех валют, в которых формировались золотовалютные резервы, чему способствовало и начало создания зоны франка (30-е годы XX века).
В связи с тем, что экономика Франции сильно пострадала в период Второй мировой войны, франк, как, впрочем, и другие европейские валюты, утратил функции одной из ведущих резервных валют. Действовавшая с 1944 года бреттон-вудская валютная система предполагала, что курс национальных валют стран-участниц соглашения привязывался к доллару США, чей курс в свою очередь был зафиксирован по отношению к золоту (35 долларов за тройскую унцию) с гарантией размена. Однако франк оставался ключевой резервной валютой для государств, входивших в зону франка, которая окончательно оформилась в 50-х годах. Так, в 1970 году доля франка в структуре мировых золотовалютных резервов соответствовала 1,1 % (см. таблицу).
В результате краха бреттон-вудской системы (начало 70-х годов) и установления ямайской валютной системы (1976 год) к франку и другим европейским валютам вернулась роль ключевых резервных валют. Так, с 1974 по 1998 год, после отказа Международного валютного фонда от привязки курса СДР к доллару и золоту, франк входил в корзину из шестнадцати, а с 1981 года — пяти валют, на базе которых рассчитывался курс специальных прав заимствования. К моменту введения евро (1999 год) доля франка в структуре мировых золотовалютных резервов увеличилась до 1,6 % (более высокая доля приходилась лишь на доллар, немецкую марку, иену и фунт стерлингов), достигая в отдельные периоды 2,4 %, что превышало даже долю фунта (1995 год; см. таблицу).
| USD | 77,2 % | 78,6 % | 76,6 % | 67,2 % | 68,4 % | 68,5 % | 65,8 % | 59,0 % | 62,1 % | 65,2 % | 69,3 % | 70,9 % | 70,5 % | 70,7 % | 66,5 % |
| EUR | —      | —      | —      | —      | —      | —      | —      | —      | —      | —      | —      | 17,9 % | 18,8 % | 19,8 % | 24,2 % |
| DEM | 1,9 %  | 4,6 %  | 8,8 %  | 14,8 % | 12,4 % | 11,2 % | 12,1 % | 15,8 % | 14,7 % | 14,5 % | 13,8 % | —      | —      | —      |        |
| GBP | 10,4 % | 7,1 %  | 1,9 %  | 2,9 %  | 2,4 %  | 2,6 %  | 2,8 %  | 2,1 %  | 2,7 %  | 2,6 %  | 2,7 %  | 2,9 %  | 2,8 %  | 2,7 %  | 2,9 %  |
| JPY | —      | 0,1 %  | 2,1 %  | 4,3 %  | 4,6 %  | 4,7 %  | 5,4 %  | 6,8 %  | 6,7 %  | 5,8 %  | 6,2 %  | 6,4 %  | 6,3 %  | 5,2 %  | 4,5 %  |
| FRF | 1,1 %  | 0,9 %  | 1,6 %  | 1,7 %  | 1,3 %  | 1,1 %  | 1,0 %  | 2,4 %  | 1,8 %  | 1,4 %  | 1,6 %  | —      | —      | —      |        |
| CHF | 0,7 %  | 1,0 %  | 2,2 %  | 3,2 %  | 2,7 %  | 2,3 %  | 2,0 %  | 0,3 %  | 0,2 %  | 0,4 %  | 0,3 %  | 0,2 %  | 0,3 %  | 0,3 %  | 0,4 %  |
| Прочие | 8,7 %  | 7,7 %  | 6,8 %  | 5,9 %  | 8,2 %  | 9,6 %  | 10,9 % | 13,6 % | 11,7 % | 10,2 % | 6,1 %  | 1,6 %  | 1,4 %  | 1,2 %  | 1,4 %  |
| Источники: 1970—1984: BIZ (Банк международных расчётов): The evolution of reserve currency diversification, December 1986 (engl.) 1995—2010: IWF (Международный валютный фонд): Currency Composition of Official Foreign Exchange Reserves 1999—2005, EZB (Европейский центральный банк): The Accumulation of Foreign Reserves, Occasional Paper Series, Nr. 43 |        |        |        |        |        |        |        |        |        |        |        |        |        |        |        |

## История курсового режима
В данном разделе представлена хронология изменения режима валютного курса франка с момента его введения и до замены на евро.
| Хроника    | Хроника    | Параметры курсового режима                                                                    | Параметры курсового режима | Параметры курсового режима |
| Начало     | Окончание  | Де юре                                                                                        | Де факто | Курсовой якорь |
| ---------- | ---------- | --------------------------------------------------------------------------------------------- | --- | --- |
| 07.04.1795 | 07.04.1803 | Биметаллический стандарт на базе серебряного франка                                           | До 1834 года параллельное хождение монет прежней системы (луидоров, экю, су, лиардов) с первоначальным соотношением 1 франк = 1 ливр и 3 денье          | 1 франк ≈ 0,2903 г золота ≈ 4,5 г серебра                                                                                     |
| 07.04.1803 | 1866       | Биметаллический стандарт на базе франка жерминаль                                             | С 1848 года (с перерывами) действие «законного» и «принудительного» курсов для банкнот С середины 1870-х годов золото — основной курсообразующий фактор | 1 франк ≈ 0,2903 г золота ≈ 4,5 г серебра                                                                                     |
| 1866       | 05.08.1914 | Биметаллический стандарт в рамках Латинского валютного союза (в 1927 году формально распался) | С 1848 года (с перерывами) действие «законного» и «принудительного» курсов для банкнот С середины 1870-х годов золото — основной курсообразующий фактор | 1 франк ≈ 0,2903 г золота ≈ 4,5 г серебра                                                                                     |
| 05.08.1914 | 1921       | Биметаллический стандарт в рамках Латинского валютного союза (в 1927 году формально распался) | Свободное падение | 1 франк ≈ 0,2903 г золота ≈ 4,5 г серебра                                                                                     |
| 1921       | 25.06.1928 | Биметаллический стандарт в рамках Латинского валютного союза (в 1927 году формально распался) | Свободное плавание | 1 франк ≈ 0,2903 г золота ≈ 4,5 г серебра                                                                                     |
| 25.06.1928 | 30.06.1937 | Золотослитковый стандарт                                                                      | Фактически отмена золотослиткового стандарта произошла в 1936 году                                                                                      | 1 франк ≈ 0,05895 г золота 0,0441 г (с 01.10.1936) 0,0387 г (с 21.08.1937) 0,02475 г (с 12.11.1938) 0,021006 г (с 29.02.1940) |
| 30.06.1937 | 09.09.1939 | Свободное плавание                                                                            | Свободное плавание | 1 франк ≈ 0,05895 г золота 0,0441 г (с 01.10.1936) 0,0387 г (с 21.08.1937) 0,02475 г (с 12.11.1938) 0,021006 г (с 29.02.1940) |
| 09.09.1939 | 17.05.1940 | Фиксированный курс к доллару США и фунту стерлингов                                           | Фиксированный курс к доллару США и фунту стерлингов | 1 франк ≈ 0,05895 г золота 0,0441 г (с 01.10.1936) 0,0387 г (с 21.08.1937) 0,02475 г (с 12.11.1938) 0,021006 г (с 29.02.1940) |
| 17.05.1940 | 05.1944    | Фиксированный курс к рейхсмарке                                                               | Фиксированный курс к рейхсмарке | 1 рейхсмарка = 20 франков |
| 06.1944    | 26.12.1945 | Фиксированный курс к рейхсмарке                                                               | Свободное падение | 1 рейхсмарка = 20 франков |
| 26.12.1945 | 26.01.1948 | Фиксированный курс к доллару США                                                              | Параллельный рынок (до 1953 года с премией к официальному курсу в размере 50—200 %)                                                                     | 1 доллар = 50 франков |
| 26.01.1948 | 12.1948    | Свободное падение / Управляемое плавание                                                      | Параллельный рынок (до 1953 года с премией к официальному курсу в размере 50—200 %)                                                                     | |
| 01.1949    | 06.1956    | Множественность курсов                                                                        | Скользящий валютный коридор вокруг доллара США (+/- 5 %)                                                                                                | |
| 07.1956    | 13.12.1968 | Множественность курсов                                                                        | Скользящий валютный коридор вокруг доллара США (+/- 2 %)                                                                                                | |
| 13.12.1968 | 08.08.1969 | Фиксированный курс к доллару США                                                              | Фиксированный курс к доллару США | |
| 08.08.1969 | 12.1970    | Управляемое плавание                                                                          | Горизонтальный валютный коридор вокруг доллара США (+/- 2 %)                                                                                            | |
| 01.1971    | 21.08.1971 | Фиксированный курс к доллару США                                                              | Фиксированный курс к доллару США | 1 франк ≈ 0,160 г золота |
| 21.08.1971 | 19.03.1973 | Управляемое плавание                                                                          | Горизонтальный валютный коридор вокруг немецкой марки (+/- 2 %)                                                                                         | |
| 19.03.1973 | 21.03.1974 | Горизонтальный валютный коридор вокруг немецкой марки (+/-2,25 %)                             | Параллельный рынок | |
| 21.03.1974 | 06.1974    | Управляемое плавание                                                                          | Управляемое плавание | |
| 07.1974    | 13.03.1979 | Управляемое плавание                                                                          | Двигающийся валютный коридор вокруг немецкой марки (+/- 2 %)                                                                                            | |
| 13.03.1979 | 12.1986    | Фиксированный курс к ЭКЮ                                                                      | Скользящая привязка к немецкой марке | |
| 01.1987    | 01.01.1999 | Фиксированный курс к ЭКЮ                                                                      | Фиксированный курс к немецкой марке | |
| 01.01.1999 | 31.12.2001 | Вхождение в еврозону                                                                          | Вхождение в еврозону | 1 евро = 6,55957 франка |

Изменение покупательной способности франка с 1907 по 2002 год
1907 — 1958 (бежевым цветом выделены периоды действия золотого стандарта)
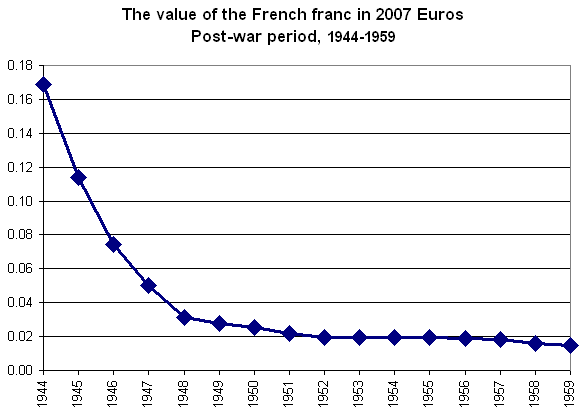
1944 — 1959
1960 — 2002 (голубым цветом выделен период перехода на евро)

## Символ франка
Несмотря на то, что в стандарте Unicode символ франка представлен в виде латинской буквы F с перечёркнутой ножкой, разработчики шрифтов используют для его вывода три самостоятельных графемы:
- собственно латинскую букву F с перечёркнутой ножкой (в большинстве шрифтов);
- обычную заглавную латинскую букву F (например, в шрифте Palatino Linotype);
- монограмму из двух латинских букв F (f) и R (r) (например, в шрифтах Garamond, Juice ITC, Snap ITC, Arial Unicode MS, Lucida Sans и некоторых других).

Соответствующие разъяснения для разработчиков шрифтов даны, в частности, в разделе «Стандарты дизайна монетарных символов» (Monetary Symbol Design Standards) на сайте компании Microsoft.
| Шрифт                | ₣ | Шрифт             | ₣ | Шрифт               | ₣ |
| -------------------- | - | ----------------- | - | ------------------- | - |
| Arial Unicode MS     | ₣ | Lucida Sans       | ₣ | Lucida Sans Unicode | ₣ |
| Microsoft Sans Serif | ₣ | Palatino Linotype | ₣ | Tahoma              | ₣ |